# Rallye d'Aumale
 (juin 2022).
Fondé en 2015, le Rallye d'Aumale est un rallye automobile touristique et de navigation de véhicules historiques ou de prestige, créé par les frères Leroy, dont les bénéfices sont reversés à l'Institut Curie pour la recherche contre les cancers pédiatriques. Le départ du rallye est donné à Apremont dans l'Oise, sur les terrains du Polo Club du Domaine de Chantilly.

## Histoire
Le Rallye d'Aumale est un événement caritatif crée en 2015 par les frères Charles et Thibault Leroy et un groupe d’amis Cantiliens ayant pour objectif de réunir l’automobile, le polo et la région de Chantilly sur une même manifestation. Il est géré par l'Automobile Club d'Aumale, un cercle d'amis passionnés de véhicules de collection ou de prestige, et présidé depuis sa création par Charles LEROY. Par le biais de son nom, le Rallye d'Aumale a également souhaité rendre hommage au duc d'Aumale, personnage incontournable de l'aire cantilienne[réf. souhaitée].

## Description
Le parcours du rallye, d'une distance de 100 à 120 km à travers le massif forestier et les monuments historiques environnants, comporte une pause dans un lieu de la région de Chantilly. 
Les équipages s'élancent en Rallye par numéro d'équipage depuis le Village départ du Polo Club d'Apremont. 
Pour pourvoir prétendre à la victoire du rallye, les équipages doivent valider leur passage par des checkpoints secrets et répondre à des énigmes.

### Éligibilité
Pour participer au Rallye d'Aumale, priorité est donnée aux véhicules de collection construits avant 1985. 
Sur les 200 équipages, le plateau d'anciennes représente chaque année 80% du plateau. Pour les 20% restants, il s'agit de voitures de prestige modernes construites après 1985.

### Parcours
Depuis 2016, le Rallye d'Aumale propose deux types de tracés pour répondre aux différentes attentes des équipages :  
- Découverte (Fléché métré) : un itinéraire d'une centaine de kilomètres et des annotations faciles à suivre pour profiter pleinement de la ballade.
- Challenge (Fléché métré / Fléché allemand/ cartographie ) : une formule plus difficile avec des points de passage secrets et quelques pièges de navigation.

### Classement
| Édition 2015   | Édition 2015                          | Édition 2015                   | Édition 2015                   | Édition 2015         |
| Catégorie      | Pilote                                | Voiture                        | Dossard                        | Halte officielle     |
| -------------- | ------------------------------------- | ------------------------------ | ------------------------------ | -------------------- |
| 1er Rallye     | Braquenie                             | Jaguar Type E V12              | n°107                          | Château de Raray     |
| 1er Polo       | La Quintita / Capt : CLAVEL           | La Quintita / Capt : CLAVEL    | La Quintita / Capt : CLAVEL    | Château de Raray     |
| Édition 2016   |                                       |                                |                                |                      |
| Catégorie      | Pilote                                | Voiture                        | Dossard                        | Halte officielle     |
| 1er Découverte | Lewandowski                           | BMW 635                        | n°142                          | Château de Versigny  |
| 1er Challenge  | Costes                                | Buick Electra                  | n°39                           | Château de Versigny  |
| 1er Polo       | Banassa / Capt : Perrier              | Banassa / Capt : Perrier       | Banassa / Capt : Perrier       | Château de Versigny  |
| Édition 2017   |                                       |                                |                                |                      |
| Catégorie      | Pilote                                | Voiture                        | Dossard                        | Halte officielle     |
| 1er Découverte | Maiatzky                              | MG A                           | n°37                           | Château d'Hénonville |
| 1er Challenge  | Raymondaud                            | Triumph TR3                    | n76                            | Château d'Hénonville |
| 1er Polo       | Clear Water / Capt: Anier             | Clear Water / Capt: Anier      | Clear Water / Capt: Anier      | Château d'Hénonville |
| Édition 2018   |                                       |                                |                                |                      |
| Catégorie      | Pilote                                | Voiture                        | Dossard                        | Halte officielle     |
| 1er Découverte | Dufour                                | Chevrolet Corvette C2          | n°91                           | Donjon de Vez        |
| 1er Challenge  | Faverie / Bacquet                     | Porsche 911 2,2 T              | n°78                           | Donjon de Vez        |
| 1er Polo       | Sequioia                              | Sequioia                       | Sequioia                       | Donjon de Vez        |
| Édition 2019   |                                       |                                |                                |                      |
| Catégorie      | Pilote                                | Voiture                        | Dossard                        | Halte officielle     |
| 1er Découverte | Dumont                                | Jaguar Type E 3.8 S1           | n°62                           | Château du Fayel     |
| 1er Challenge  | Rojewski                              | Triumph TR3 A                  | n°26                           | Château du Fayel     |
| 1er Polo       | Hecla Courlis / capt: J.Reynes        | Hecla Courlis / capt: J.Reynes | Hecla Courlis / capt: J.Reynes | Château du Fayel     |
| Édition 2020   |                                       |                                |                                |                      |
| Catégorie      | Pilote                                | Voiture                        | Dossard                        | Halte officielle     |
| 1er Découverte | Vigneron                              | Ford Mustang V8                | n°151                          | Domaine de Montigny  |
| 1er Challenge  | De Jessey                             | Triumph TR3 A                  | n°134                          | Domaine de Montigny  |
| 1er Polo       |                                       |                                |                                | Domaine de Montigny  |
| Édition 2021   |                                       |                                |                                |                      |
| Catégorie      | Pilote                                | Voiture                        | Dossard                        | Halte officielle     |
| 1er Découverte | Lanez                                 | Porsche 993                    | n°87                           | Château de Raray     |
| 1er Challenge  | Bacquet / Faverie (équipage féminin ) | Porsche 911 2,4 T              | n°43                           | Château de Raray     |
| 1er Polo       | Barbitio / Capt: J.Reynes             | Barbitio / Capt: J.Reynes      | Barbitio / Capt: J.Reynes      | Château de Raray     |
| Édition 2022   |                                       |                                |                                |                      |
| Catégorie      | Pilote                                | Voiture                        | Dossard                        | Halte officielle     |
| 1er Découverte | Thiriez                               | MG A (1957)                    | n°125                          | Château de Trie      |
| 1er Challenge  | Faverie                               | Porsche 911 2,4 T Targa (1972) | n°44                           | Château de Trie      |
| 1er Polo       |                                       |                                |                                | Château de Trie      |
| Édition 2023   |                                       |                                |                                |                      |
| Catégorie      | Pilote                                | Voiture                        | Dossard                        | Halte officielle     |
| 1er Découverte |                                       |                                | n°                             |                      |
| 1er Challenge  |                                       |                                | n°                             |                      |
| 1er Polo       |                                       |                                |                                |                      |

## Les éditions du Rallye d'Aumale

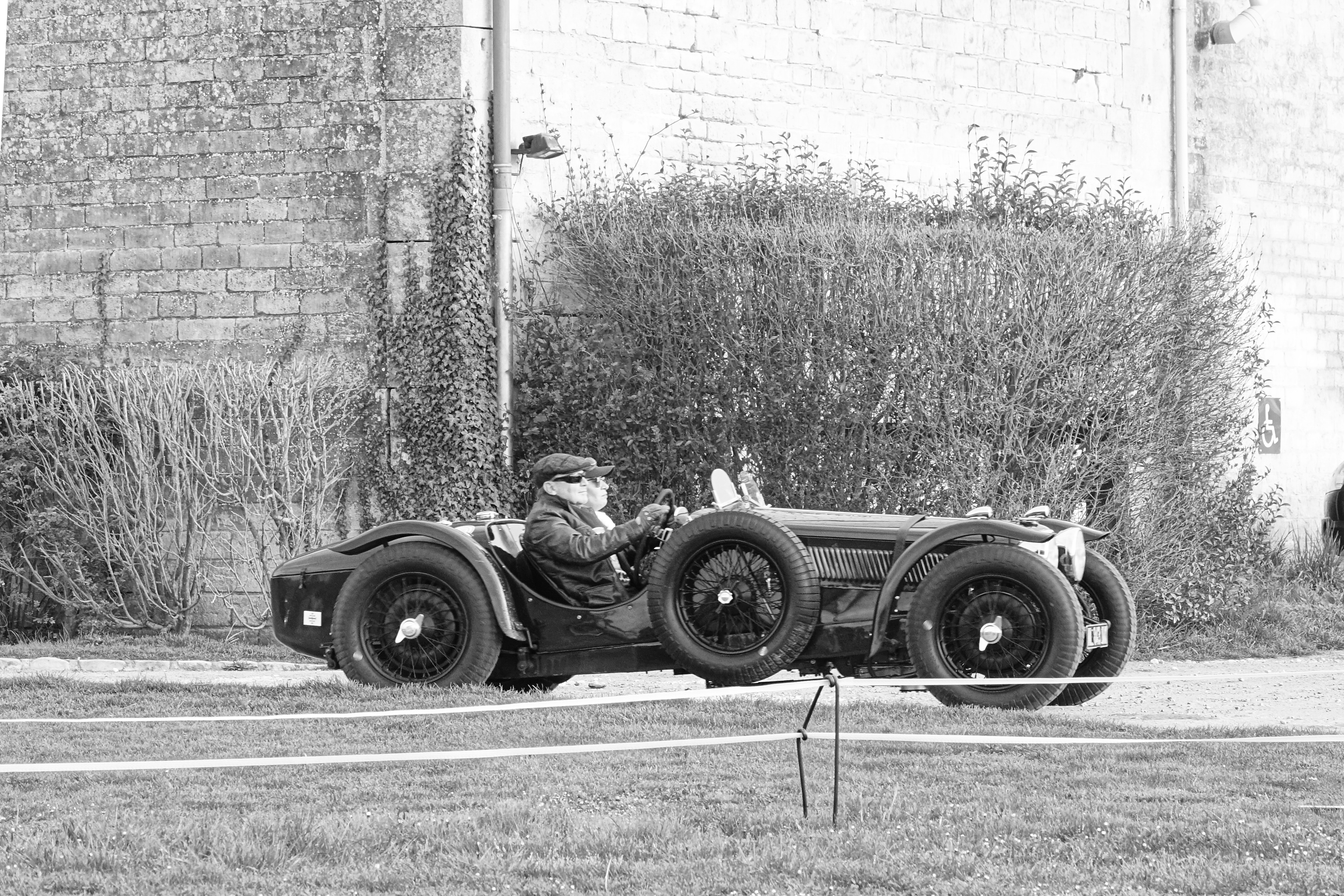
Rallye d'Aumale à Apremont

Le Rallye d'Aumale, au départ d'Apremont dans l'Oise, se déroule chaque année depuis 2015, le premier ou second dimanche d'avril, à l'exception de l'édition 2020 où elle a du être reportée le dimanche 19 juillet en raison de l'expansion de l'épidémie de maladie à coronavirus COVID-19.

### 1reédition (2015)
La première édition a eu lieu le dimanche 12 avril 2015 avec la participation de 134 équipages pour cette première édition.  

### 2eédition (2016)
La deuxième édition s'est tenue le dimanche 10 avril 2016.
200 équipages étaient au départ de cette édition. 

Rallye d'Aumale 2016
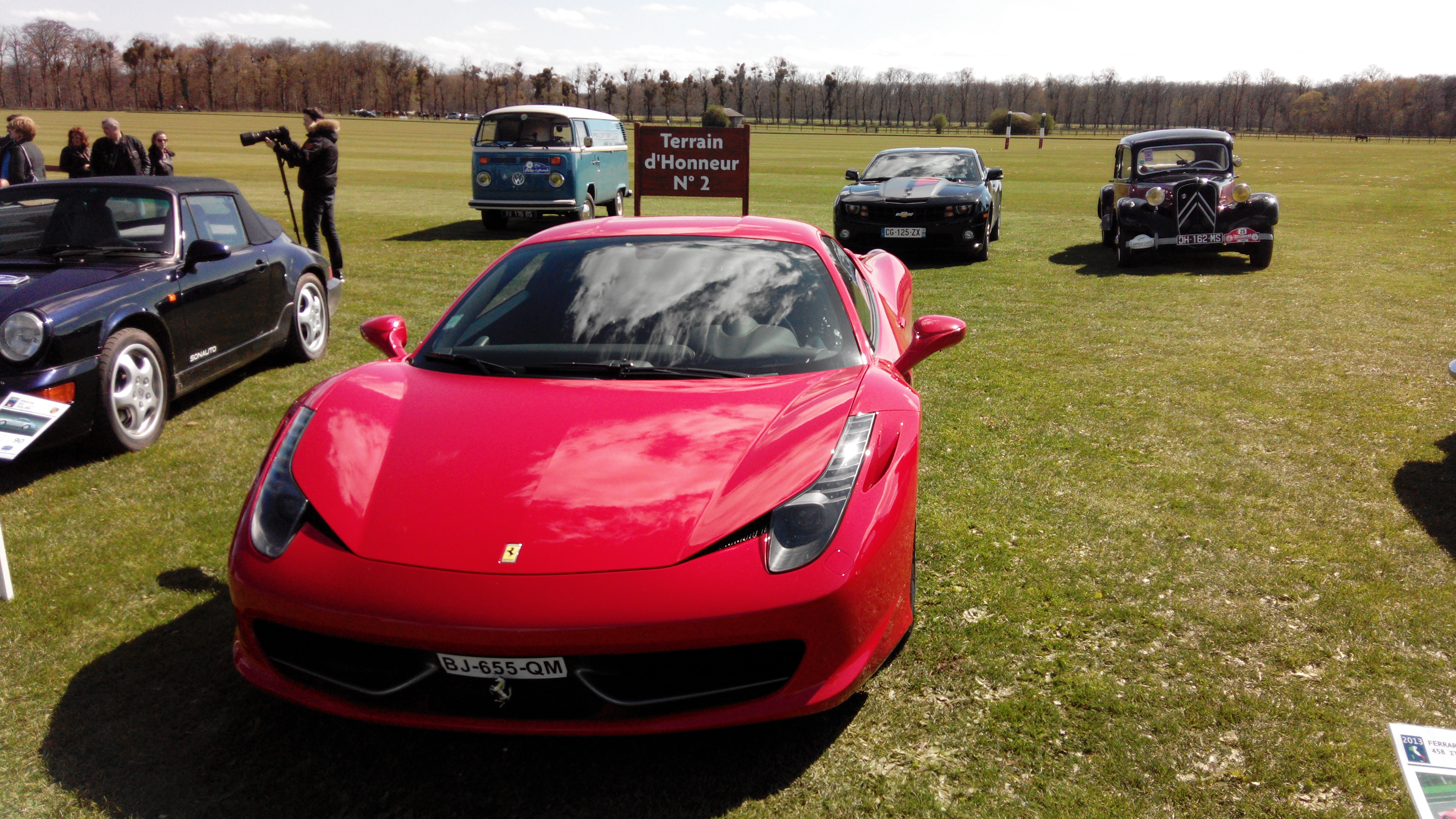
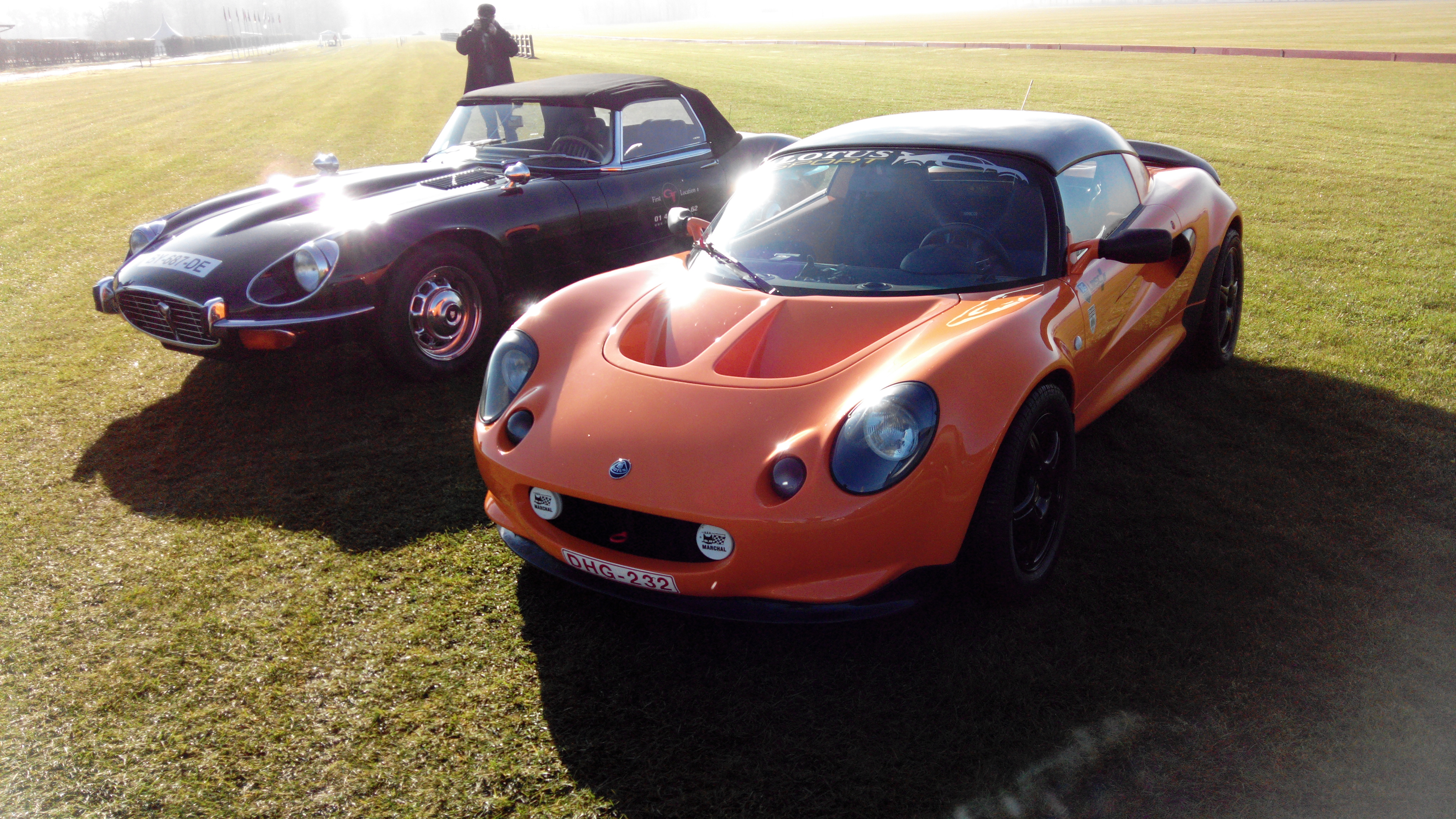
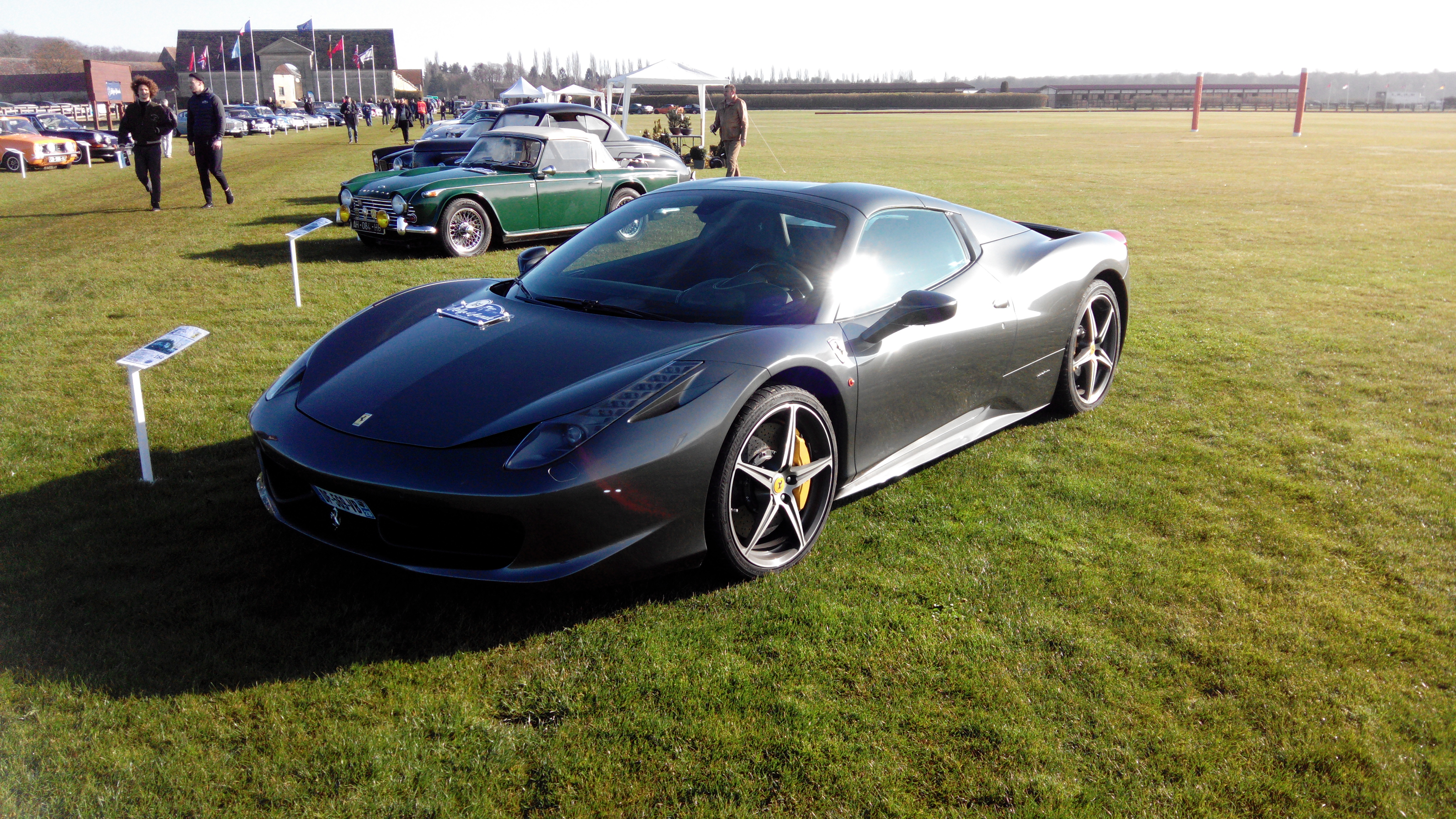
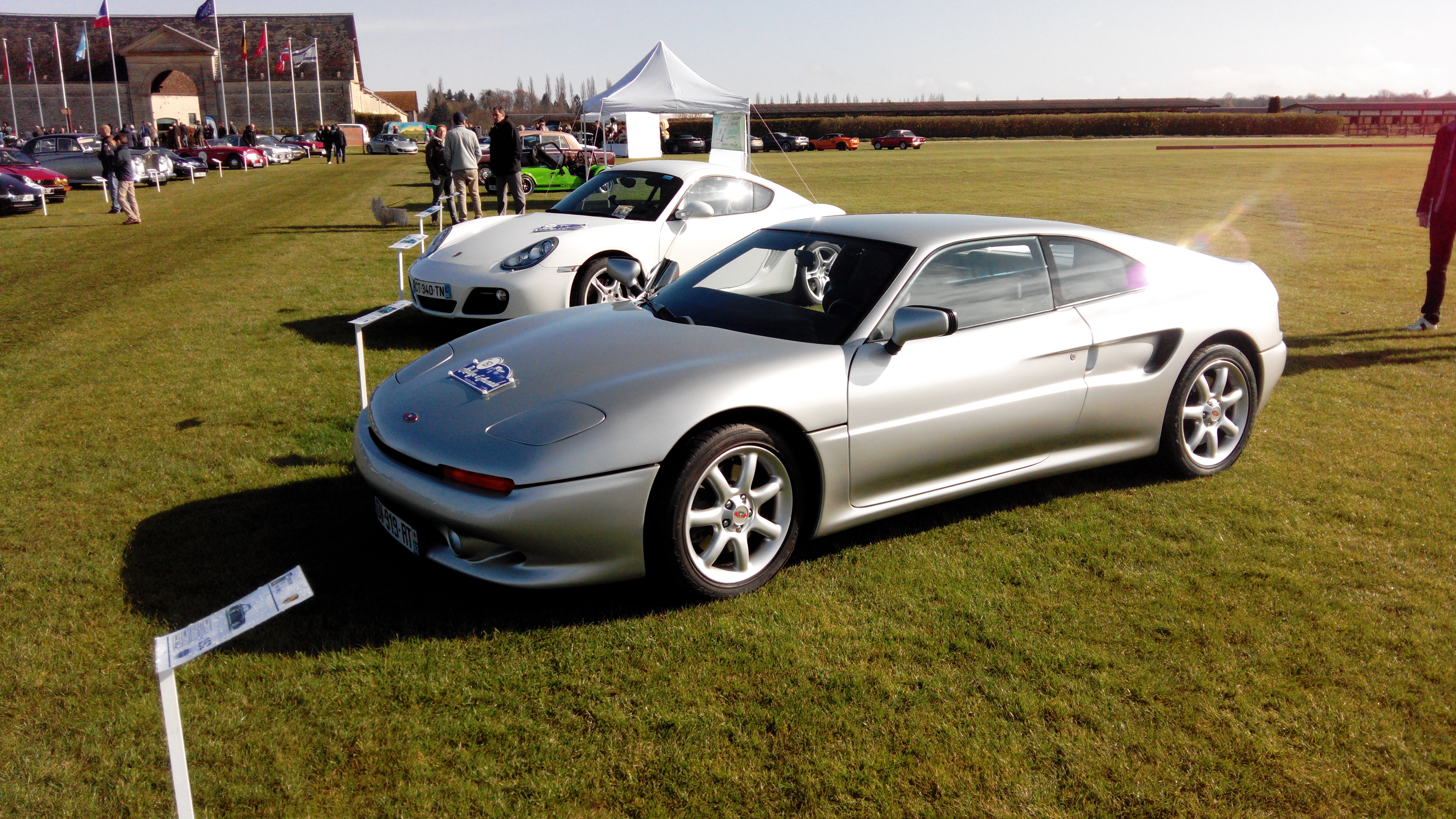
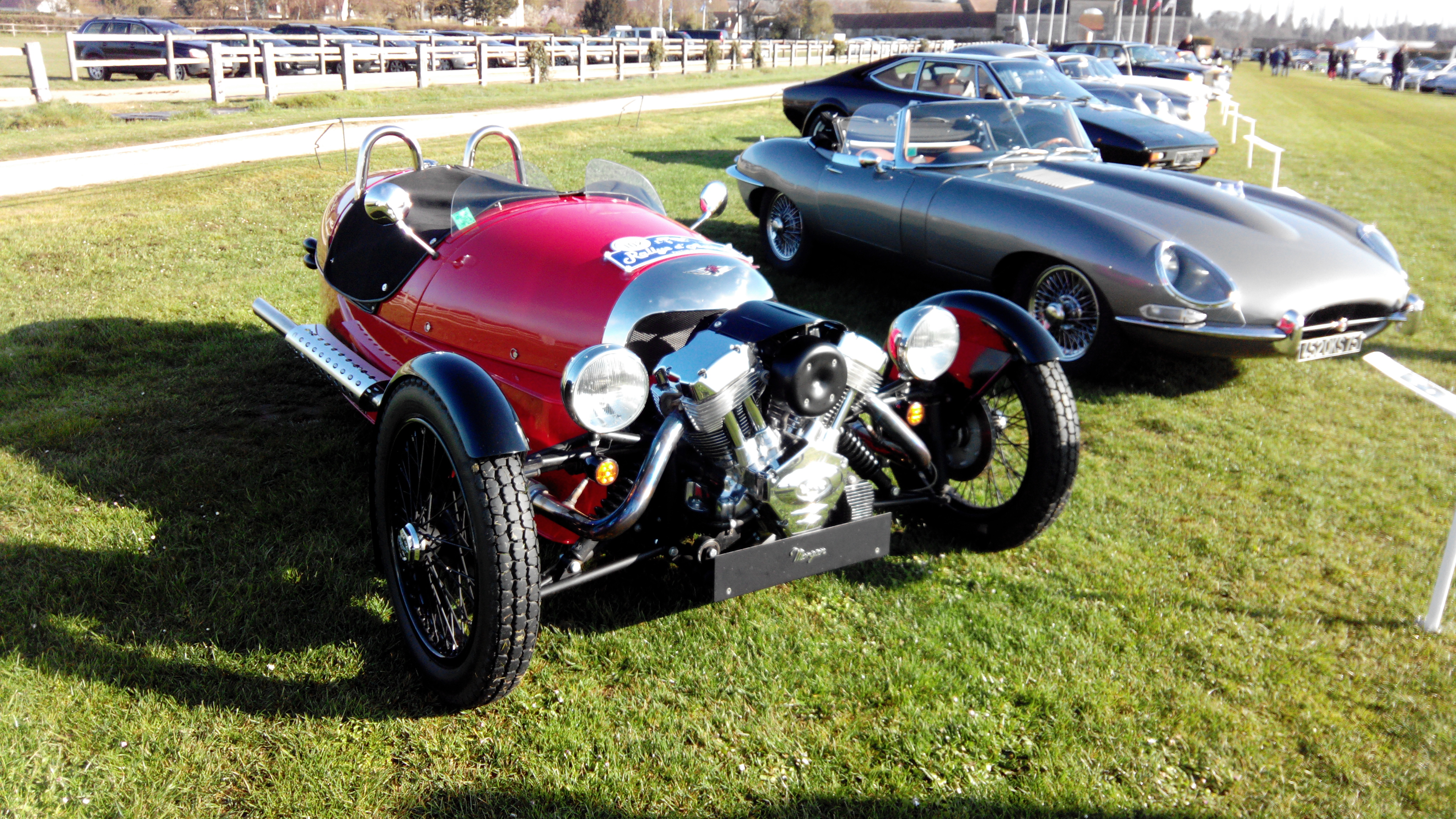
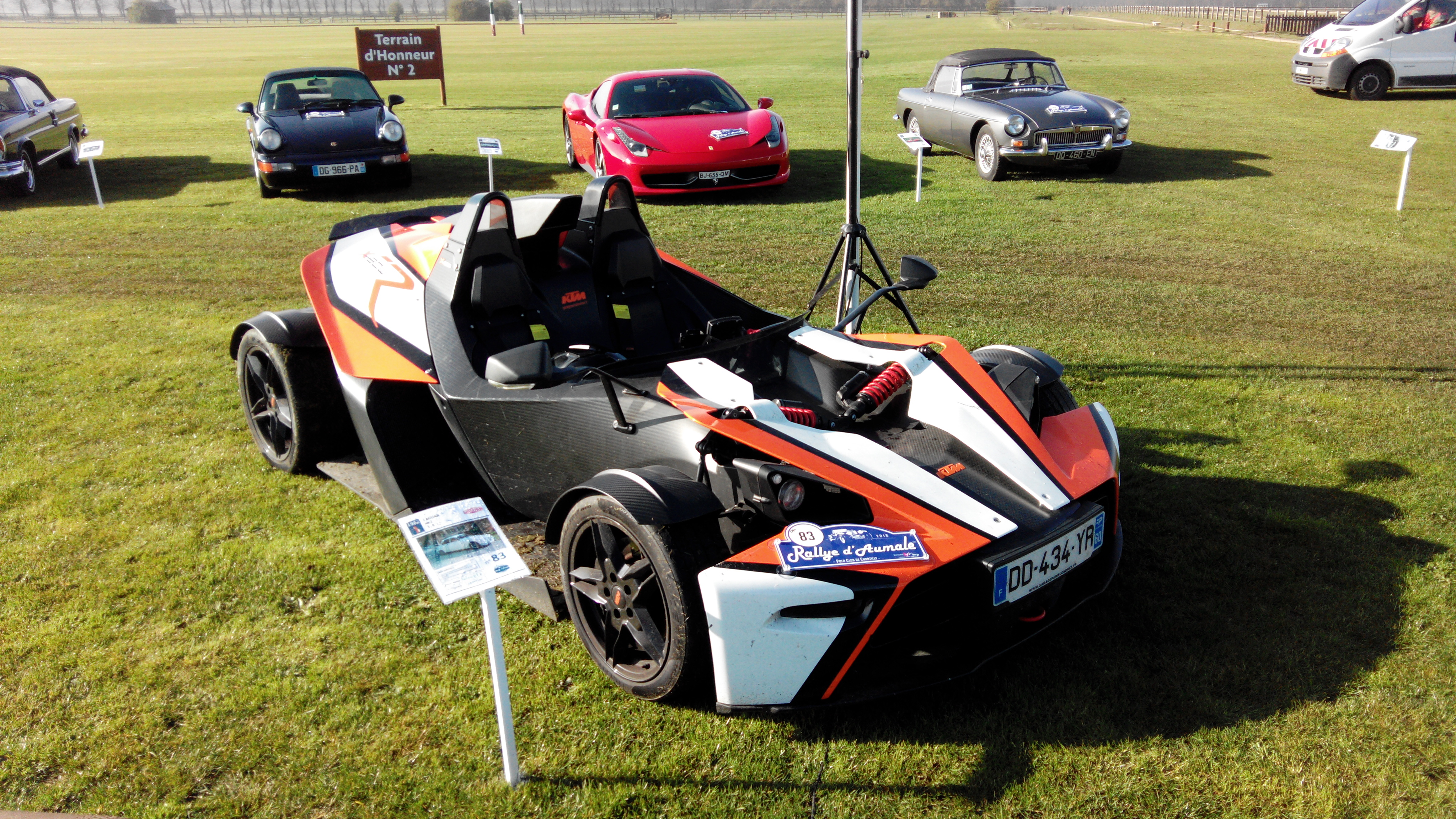
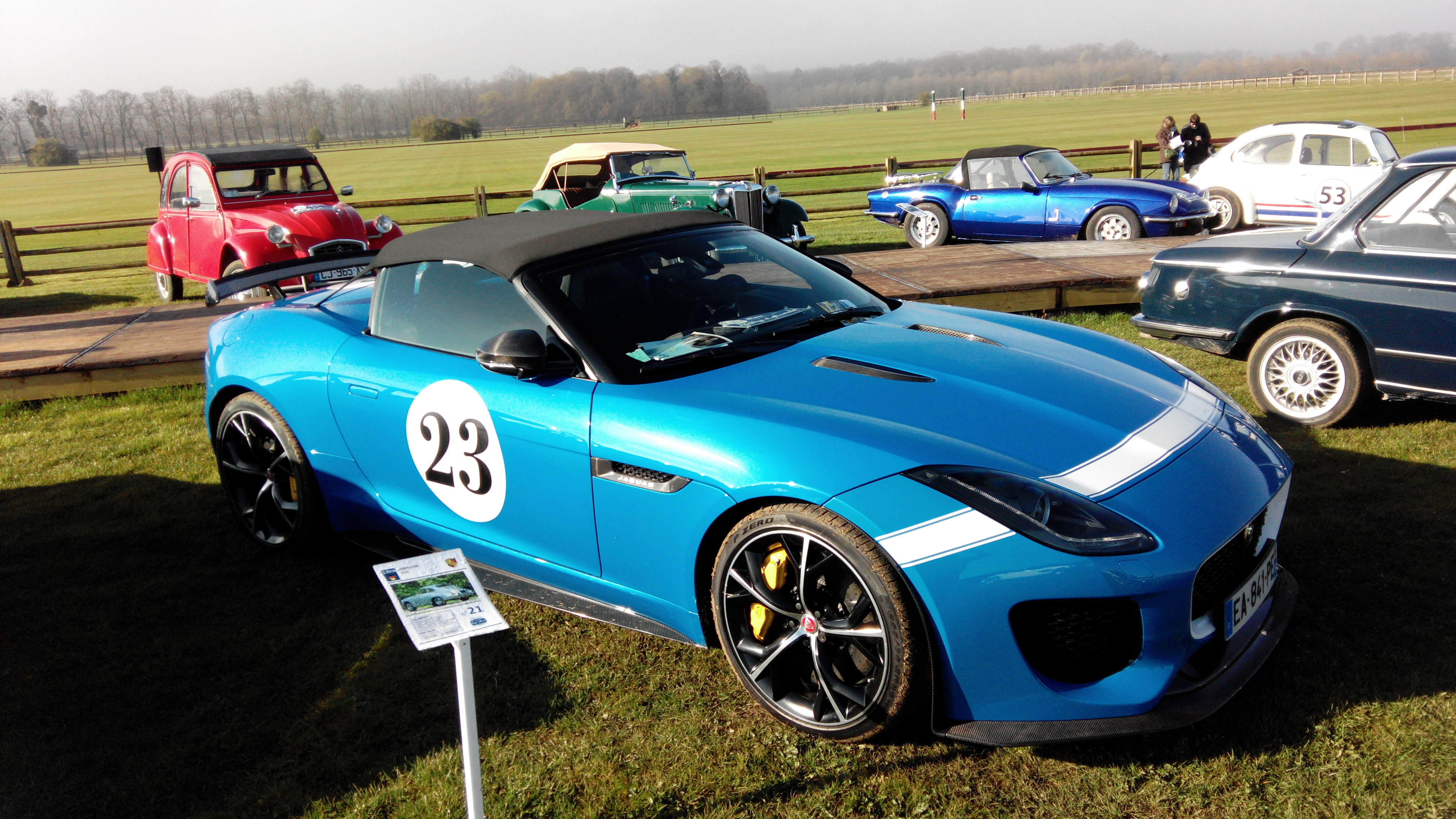

### 3eédition (2017)
Le dimanche 9 avril 2017 s'est tenu la Troisième édition Du rallye d'Aumale .
200 équipages étaient au rendez vous. 

Rallye d'Aumale 2017
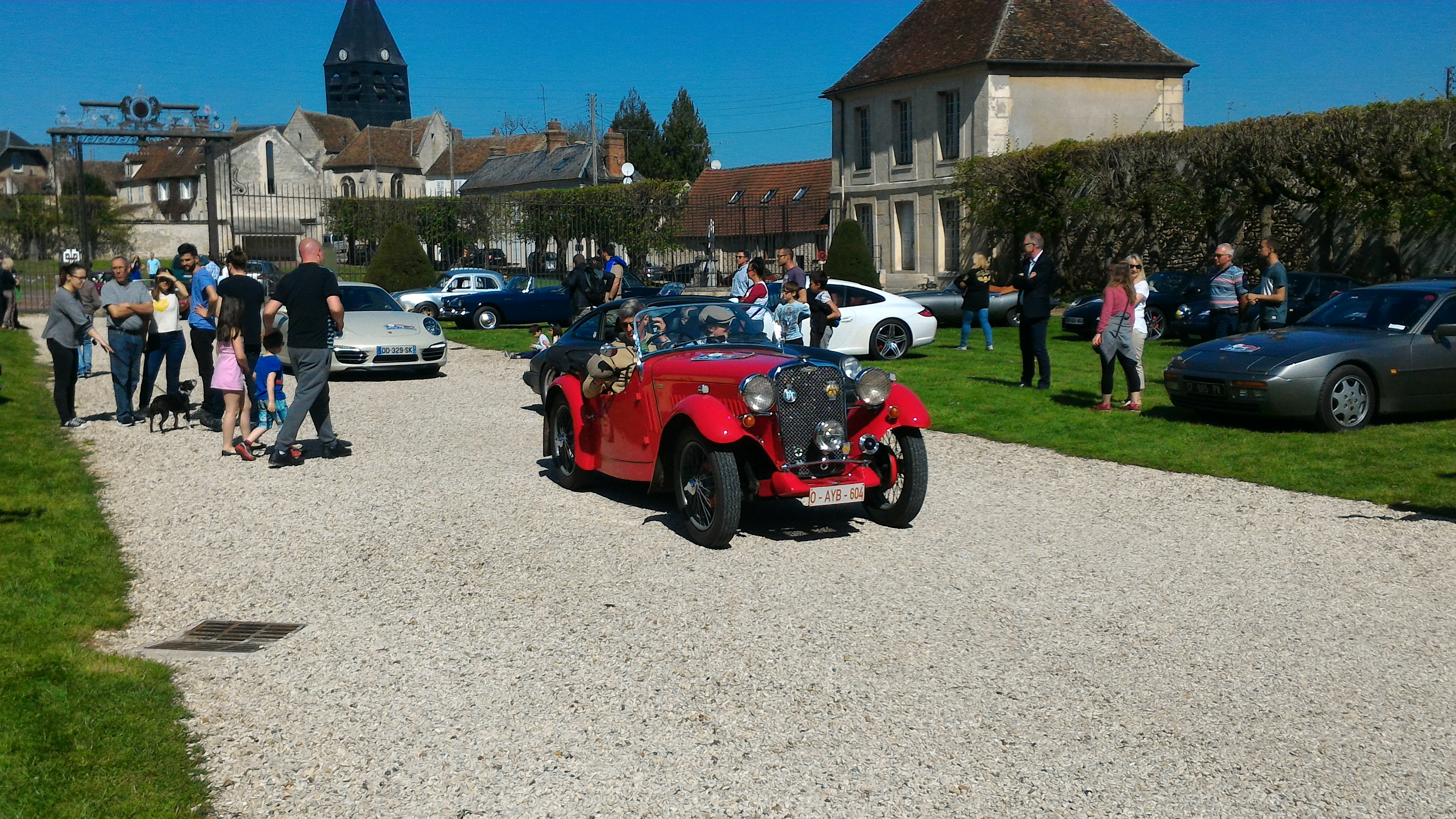
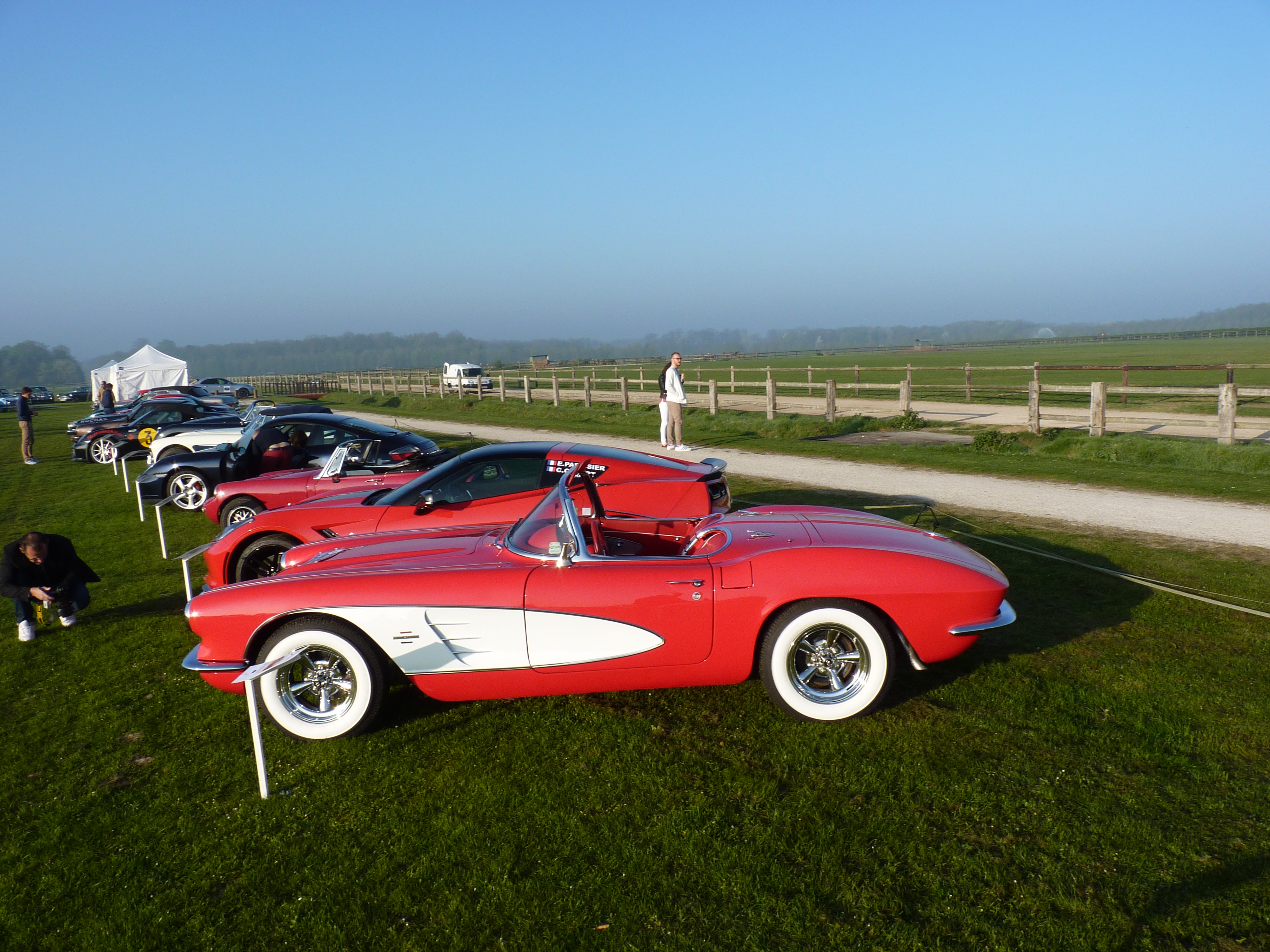
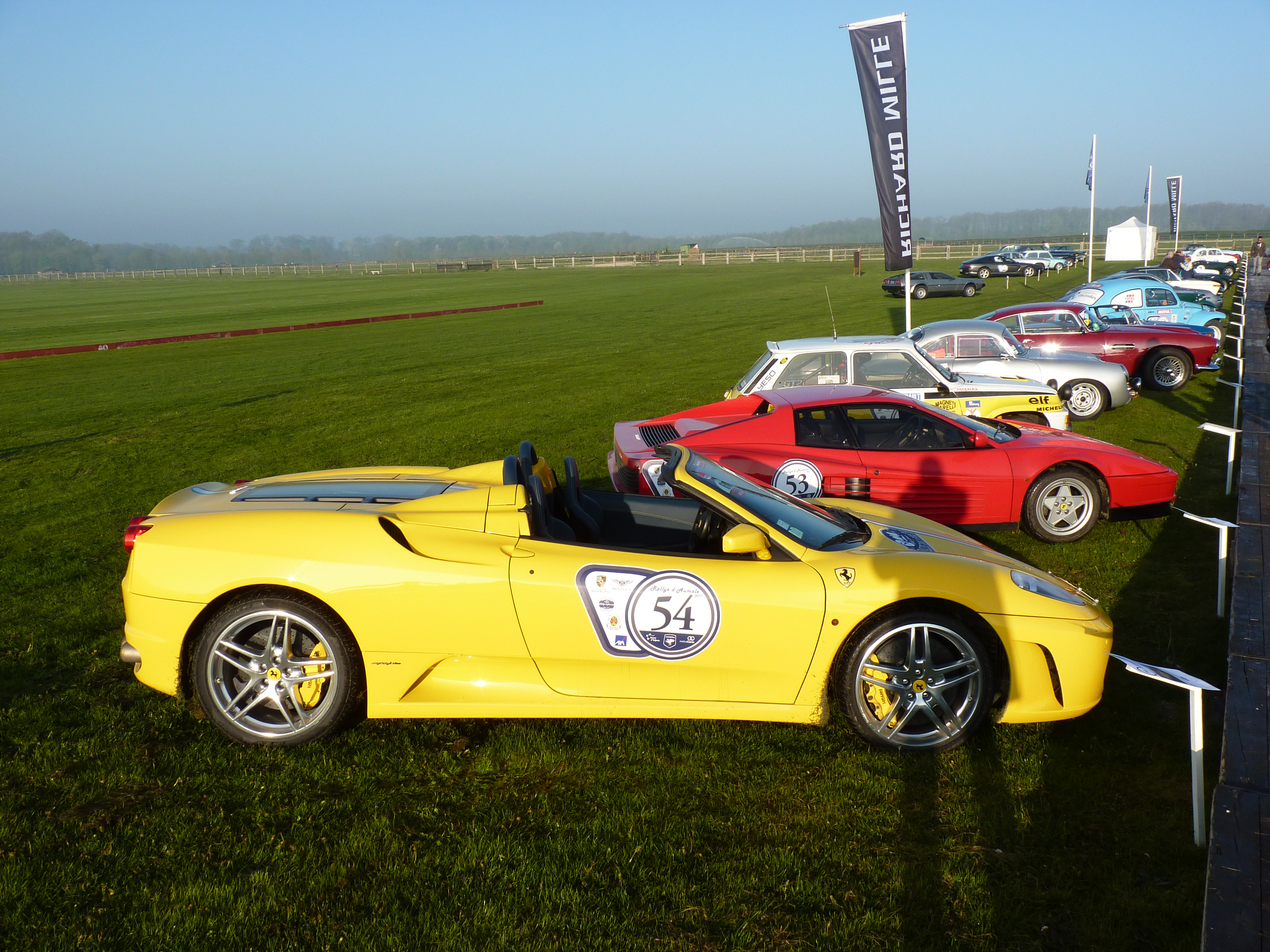
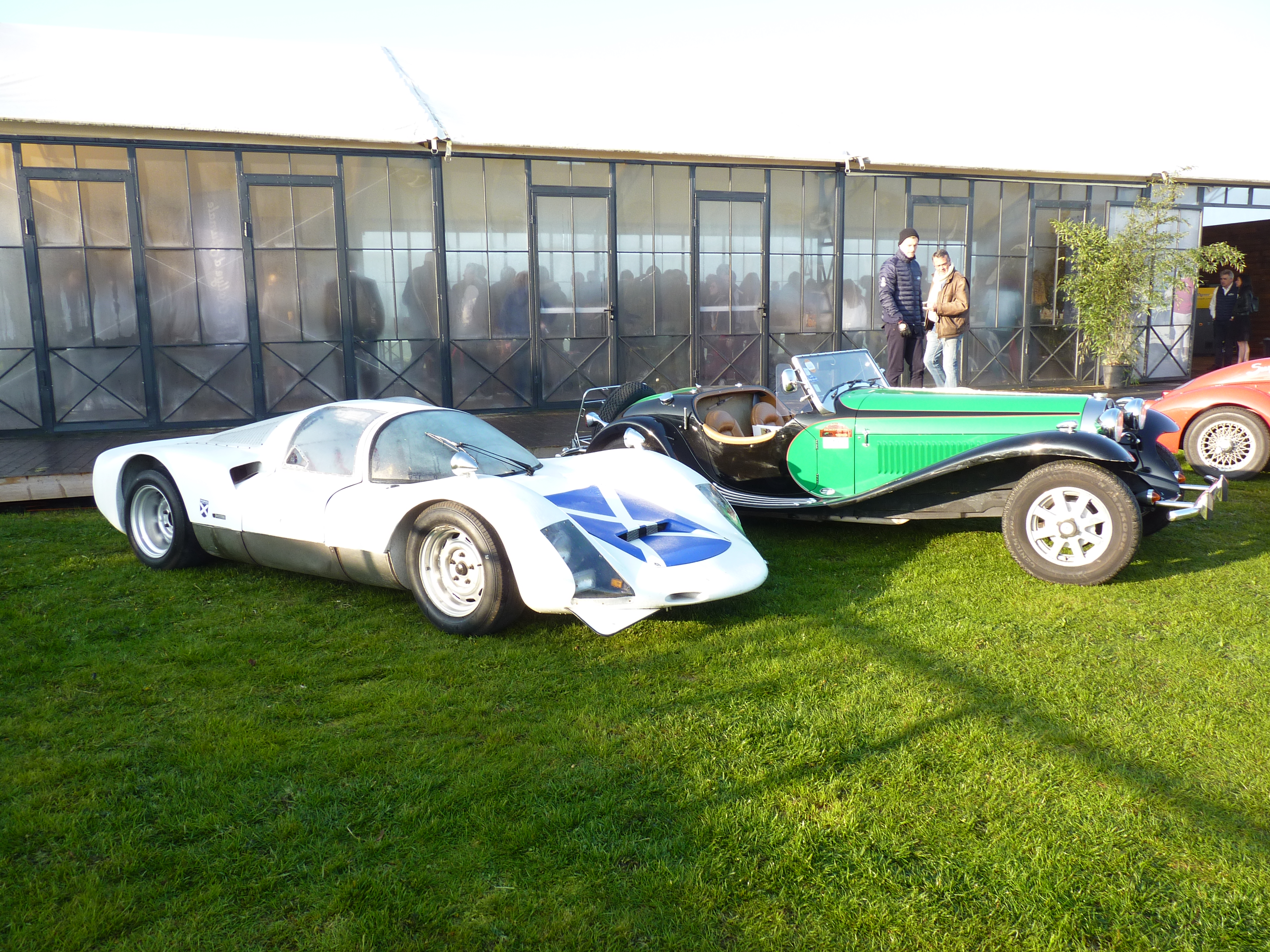
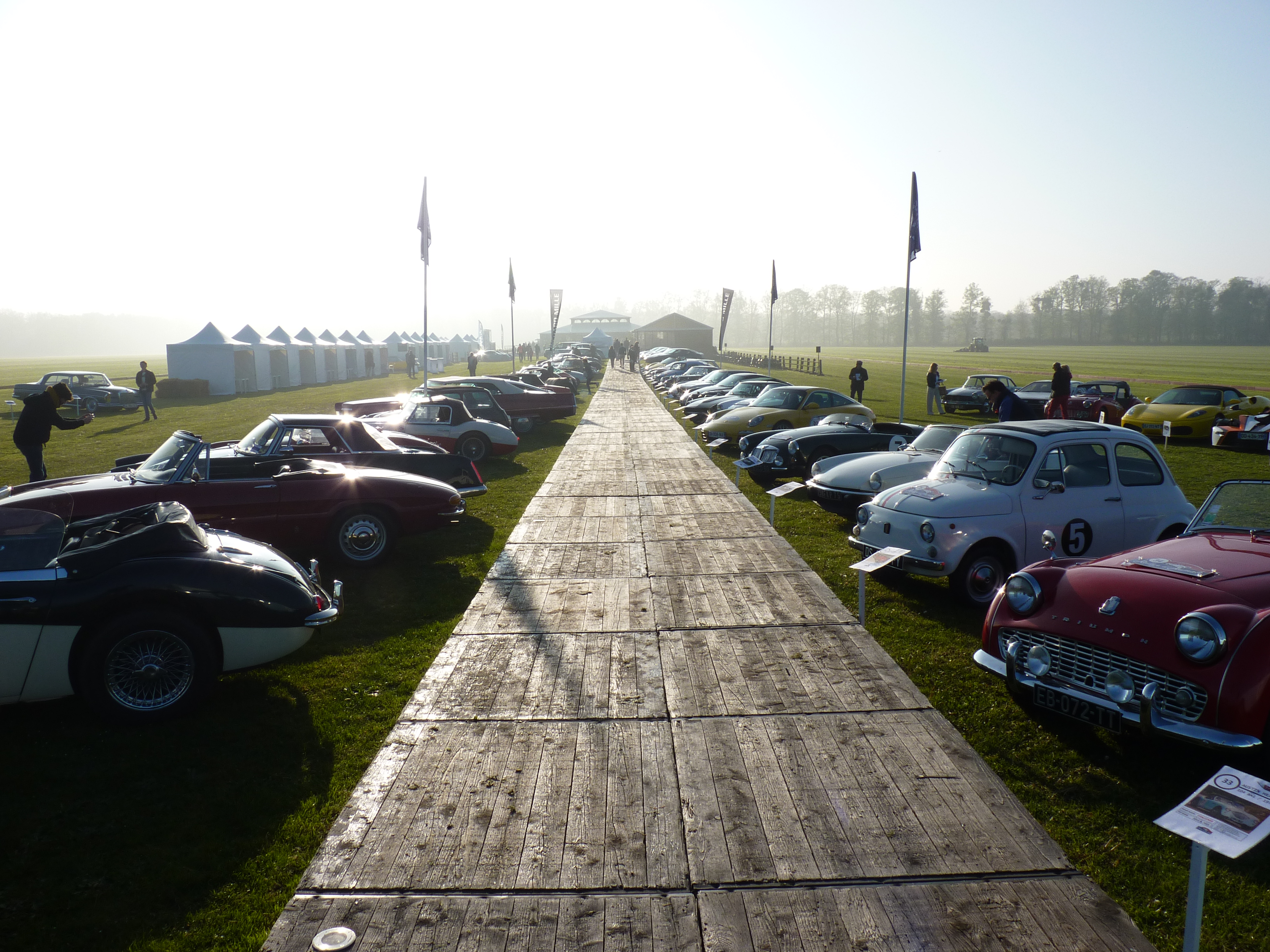
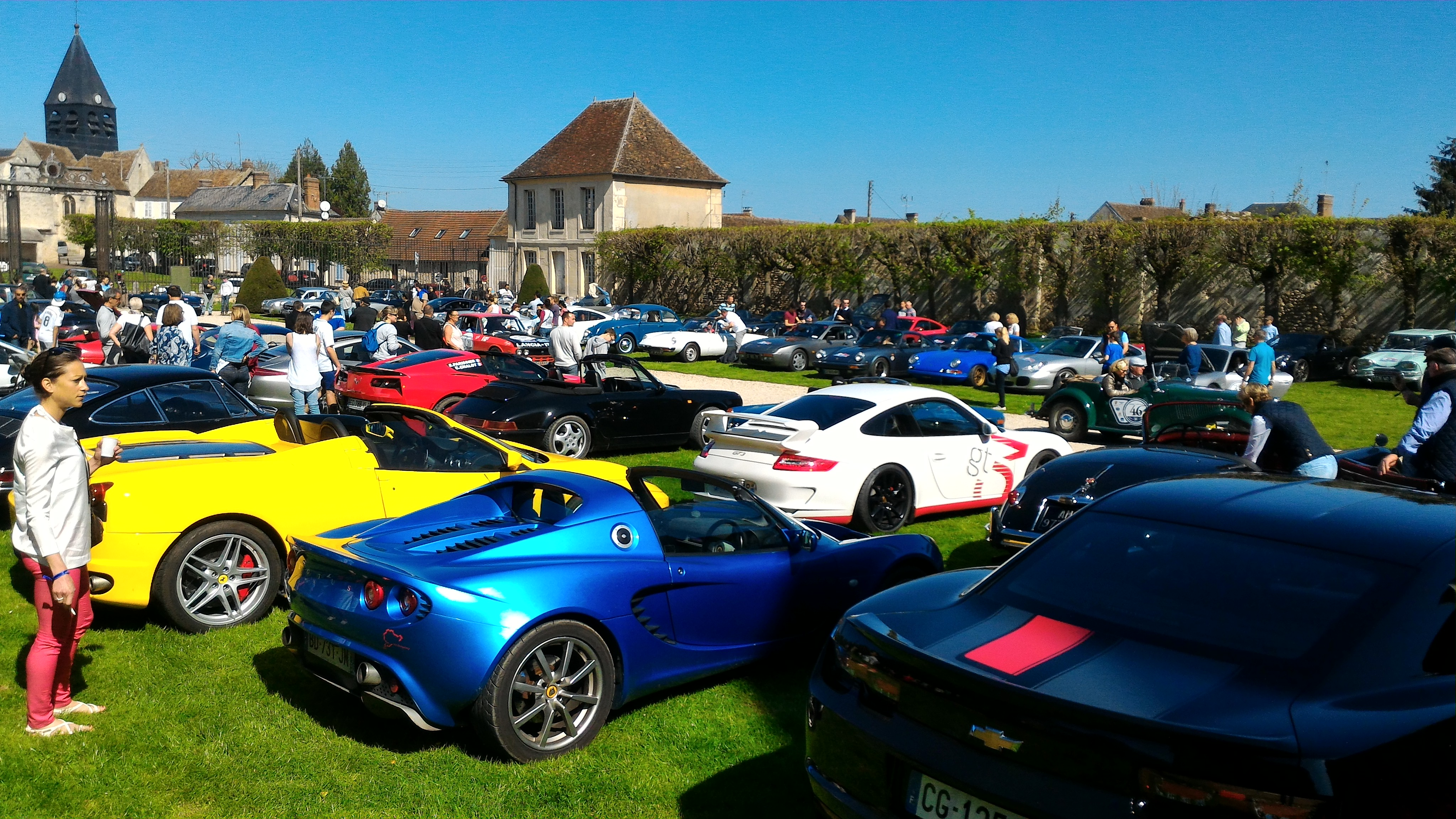
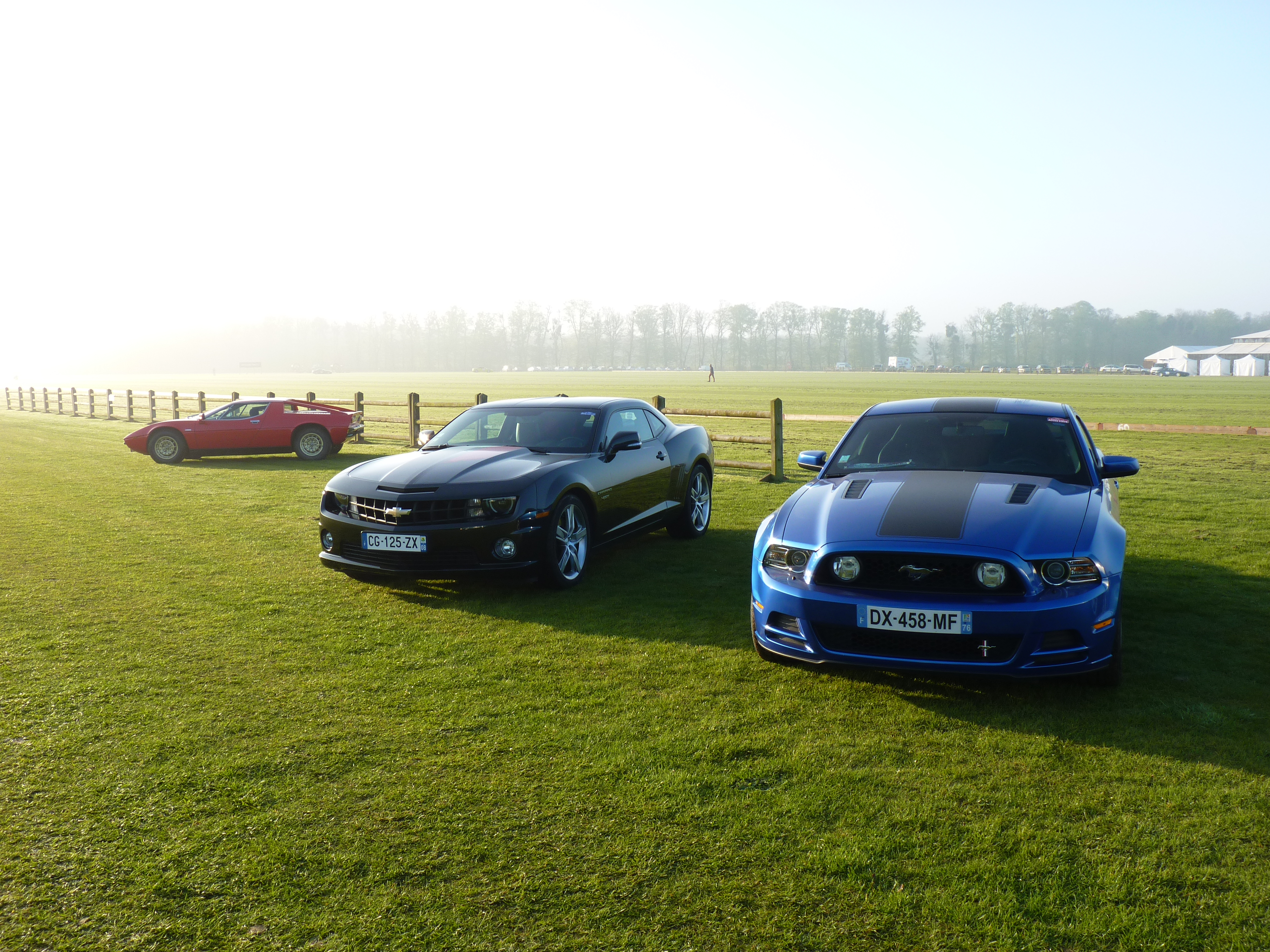

### 4eédition (2018)
La quatrième édition du Rallye d'Aumale a lieu le dimanche 8 avril 2018

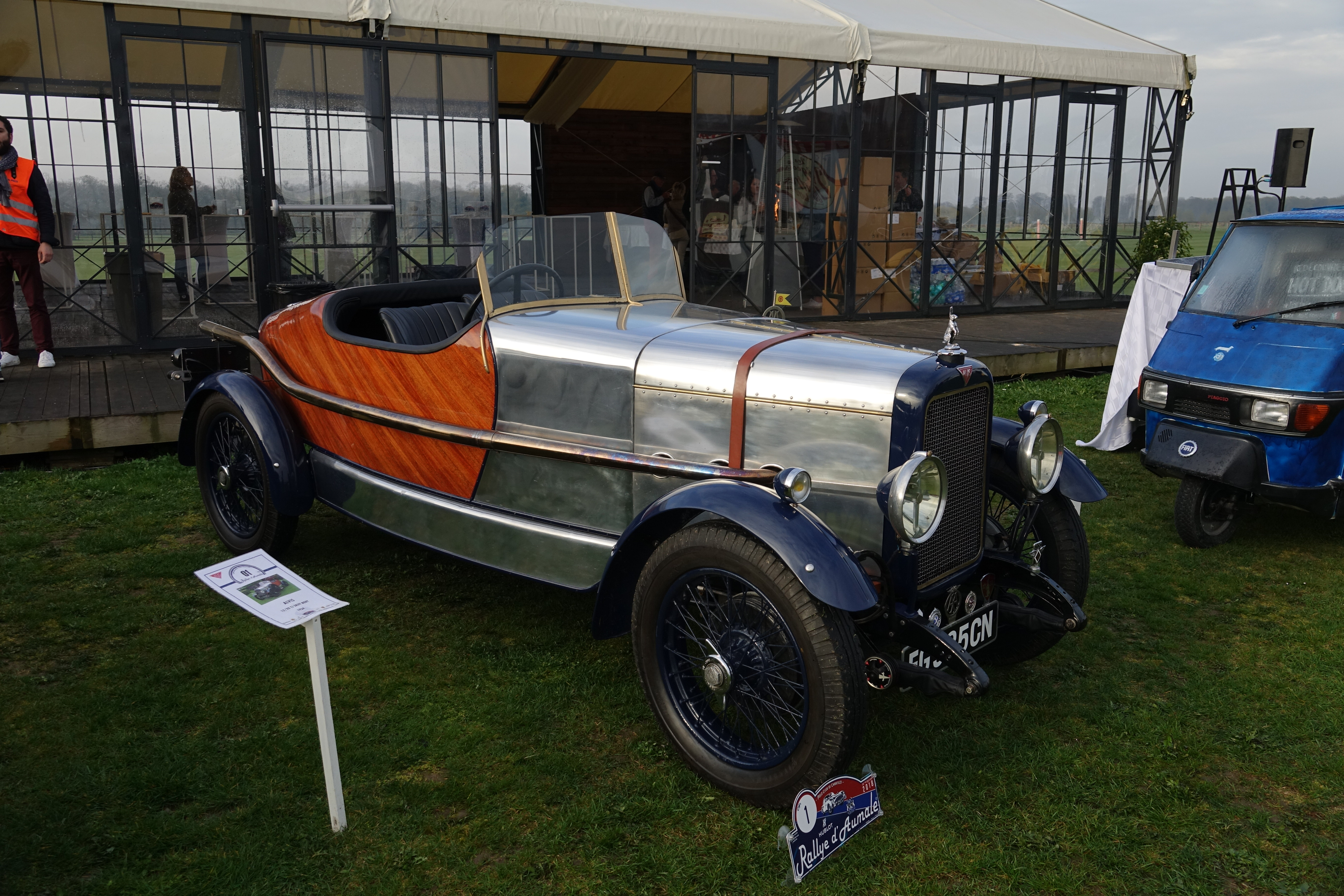
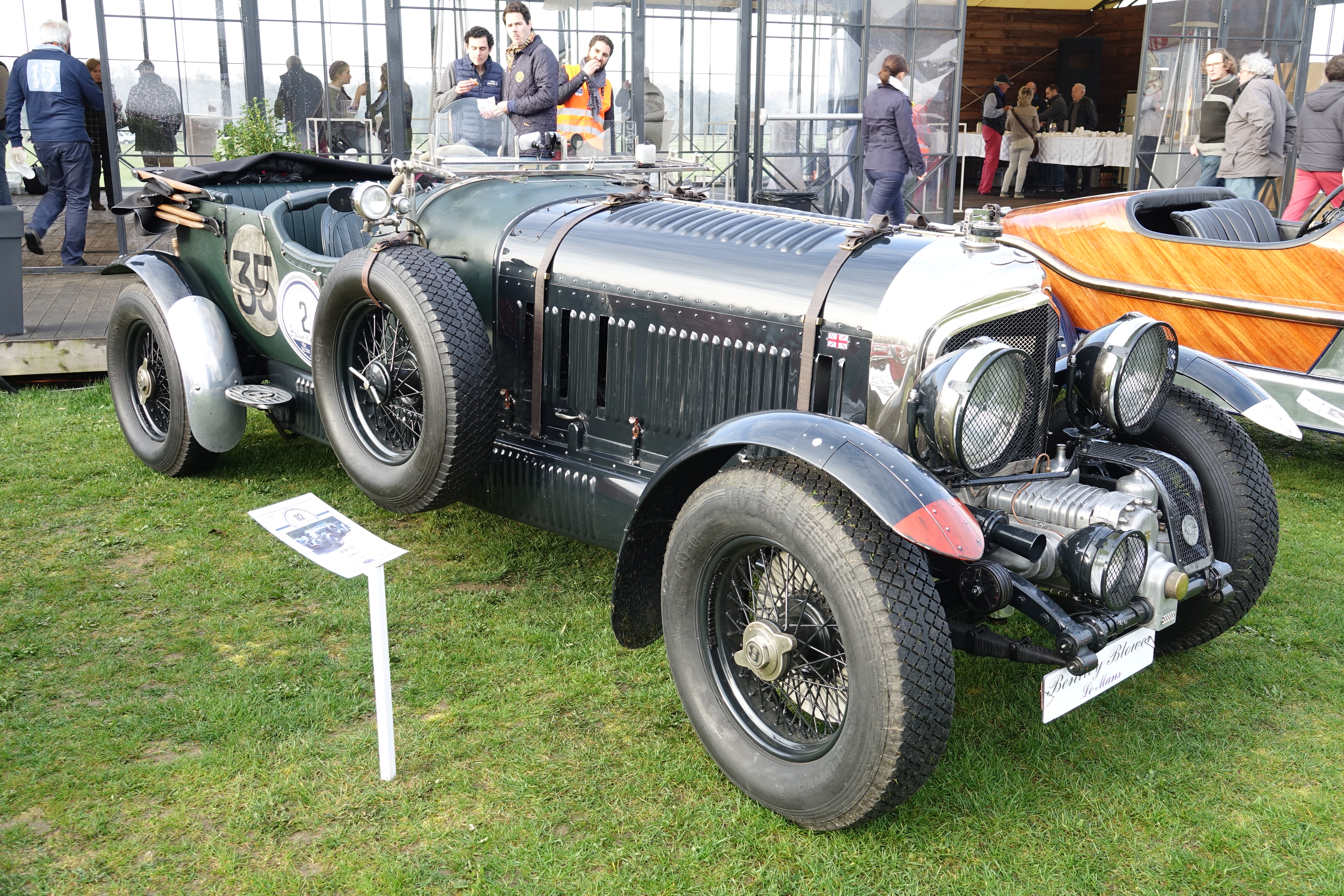
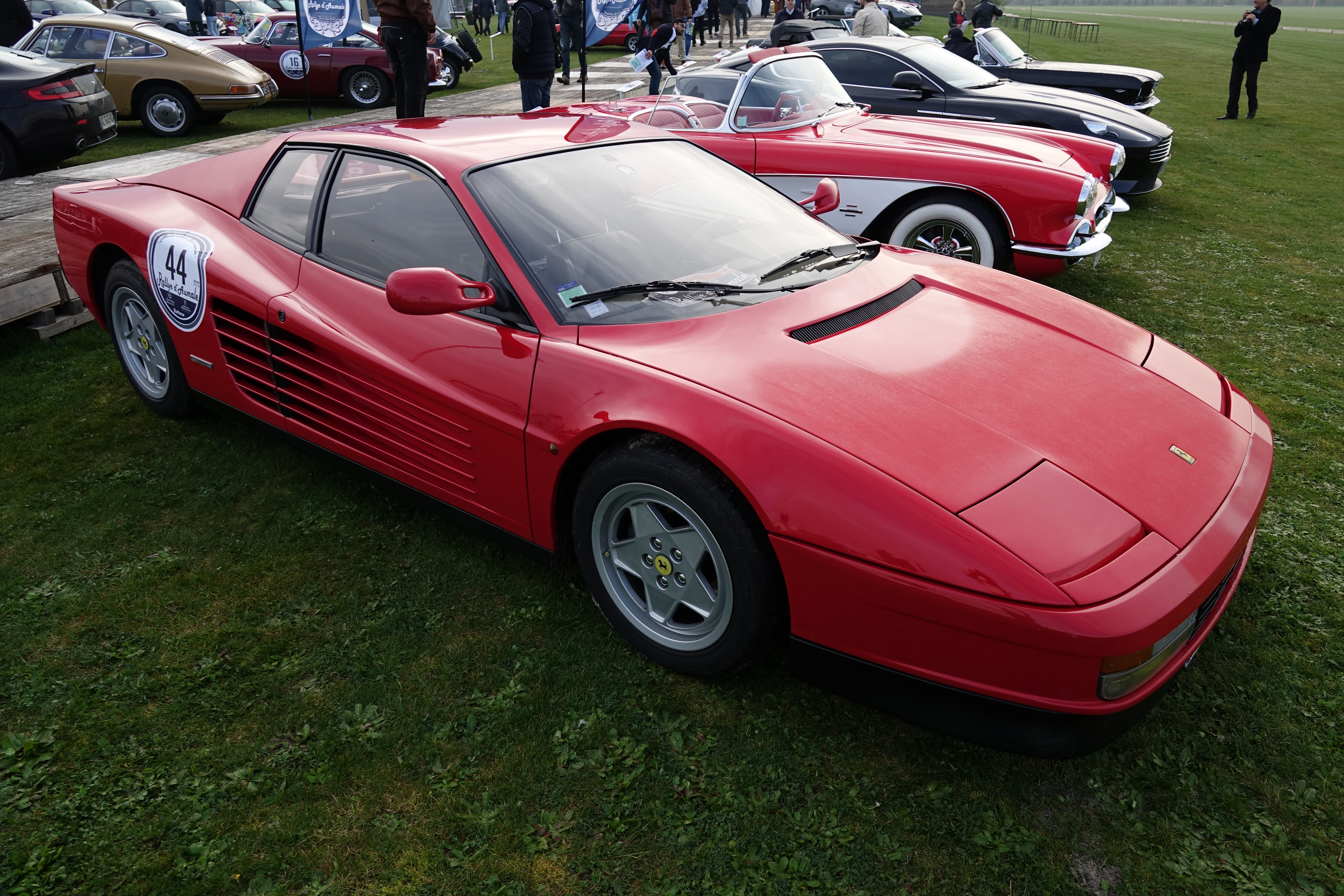
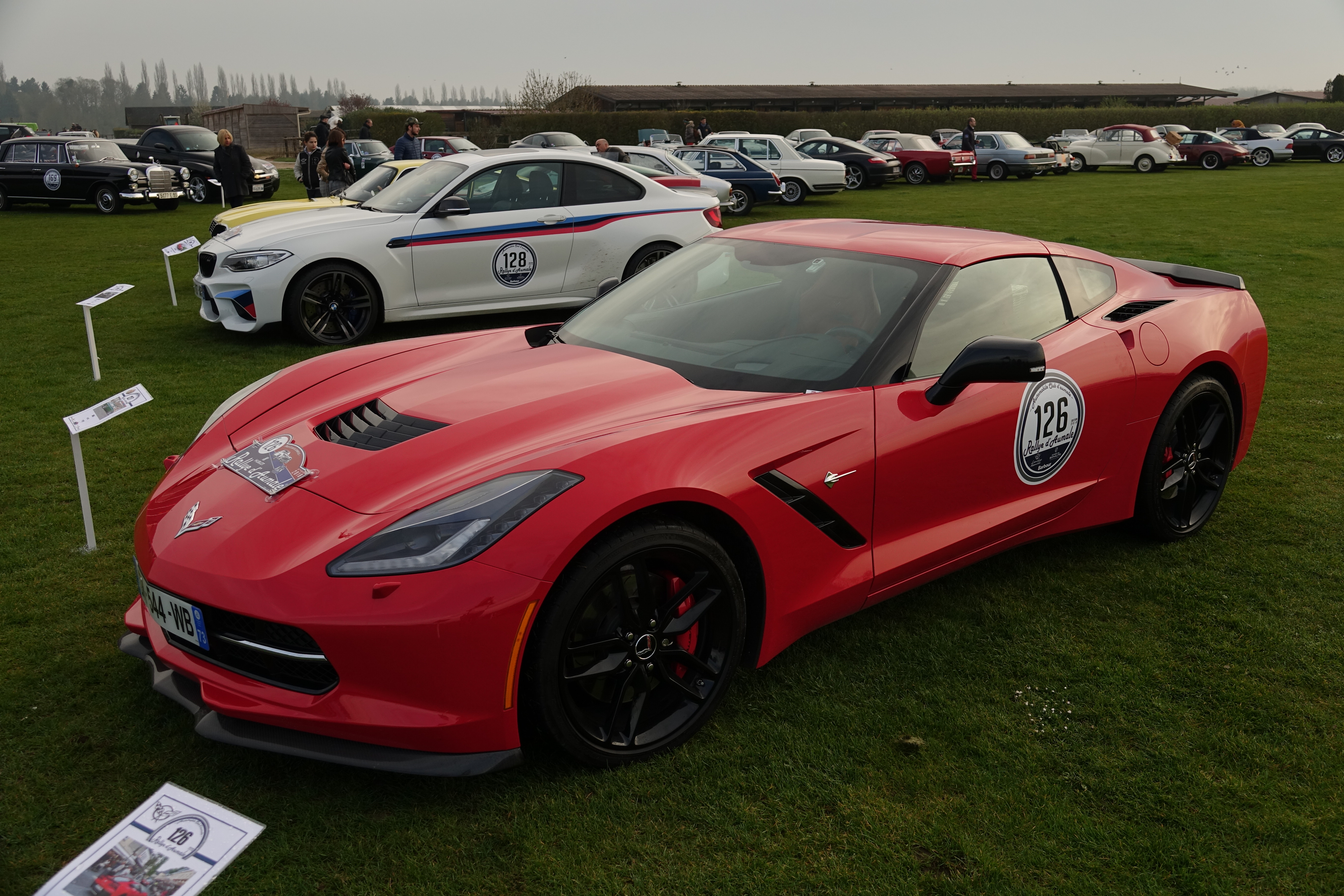
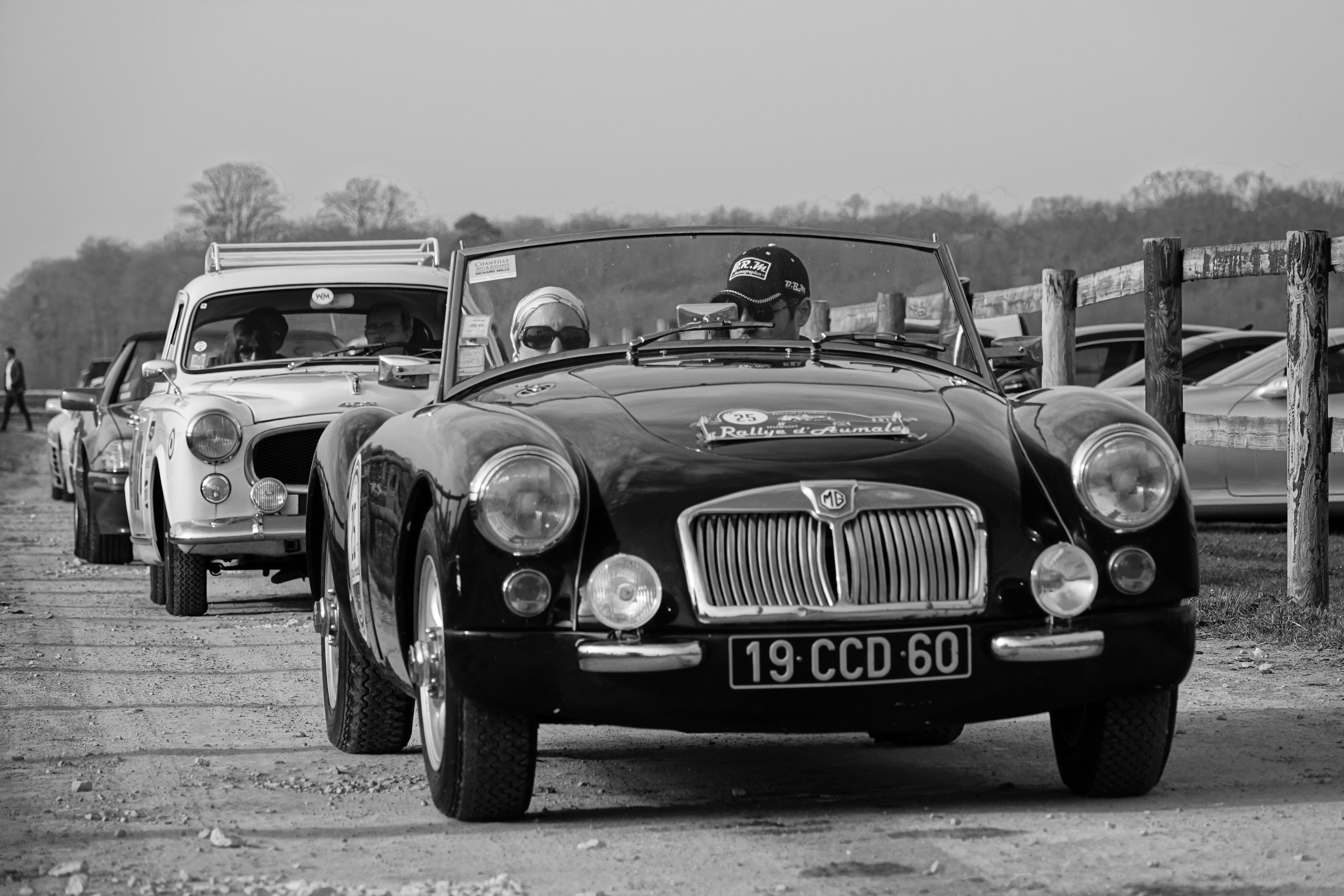
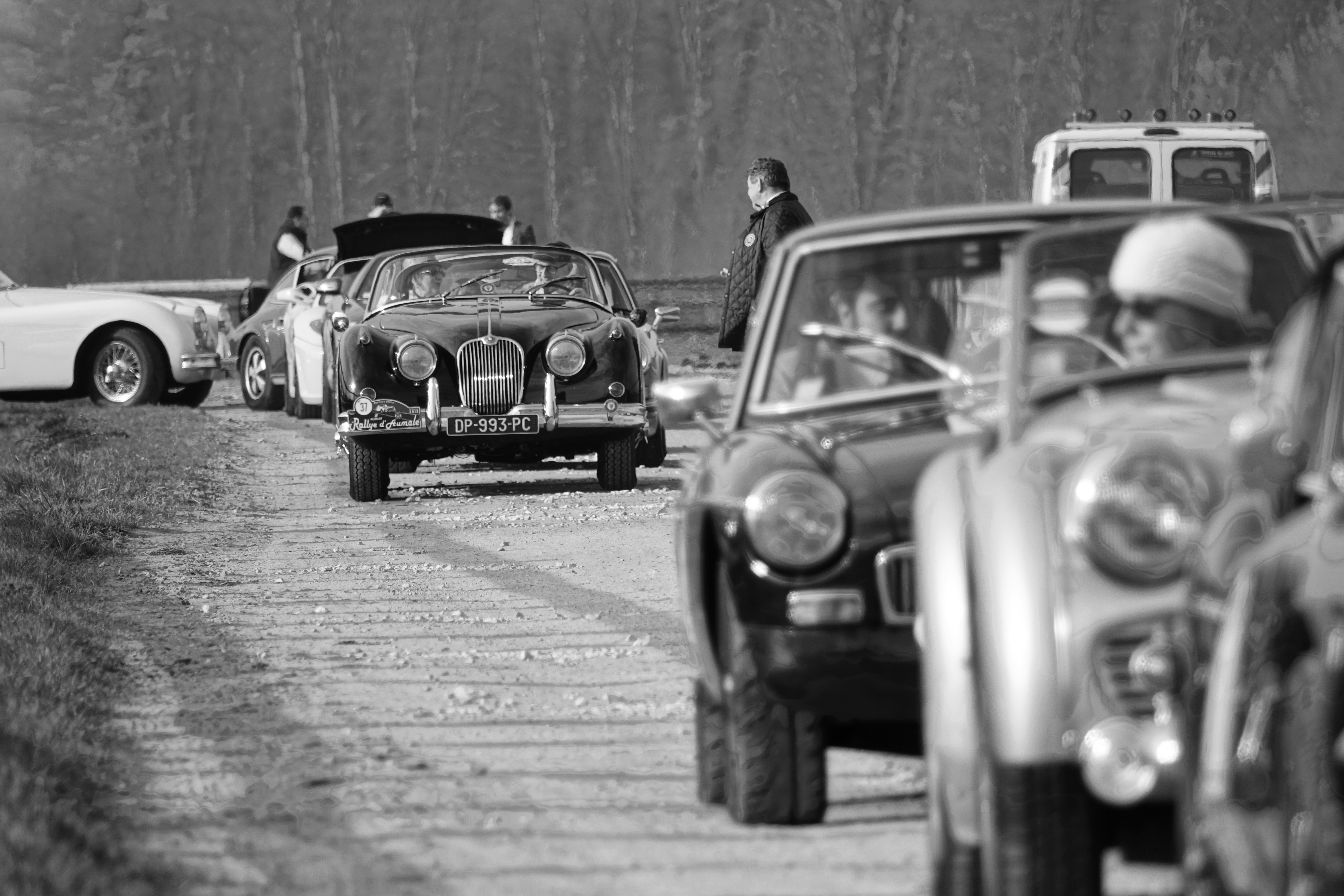
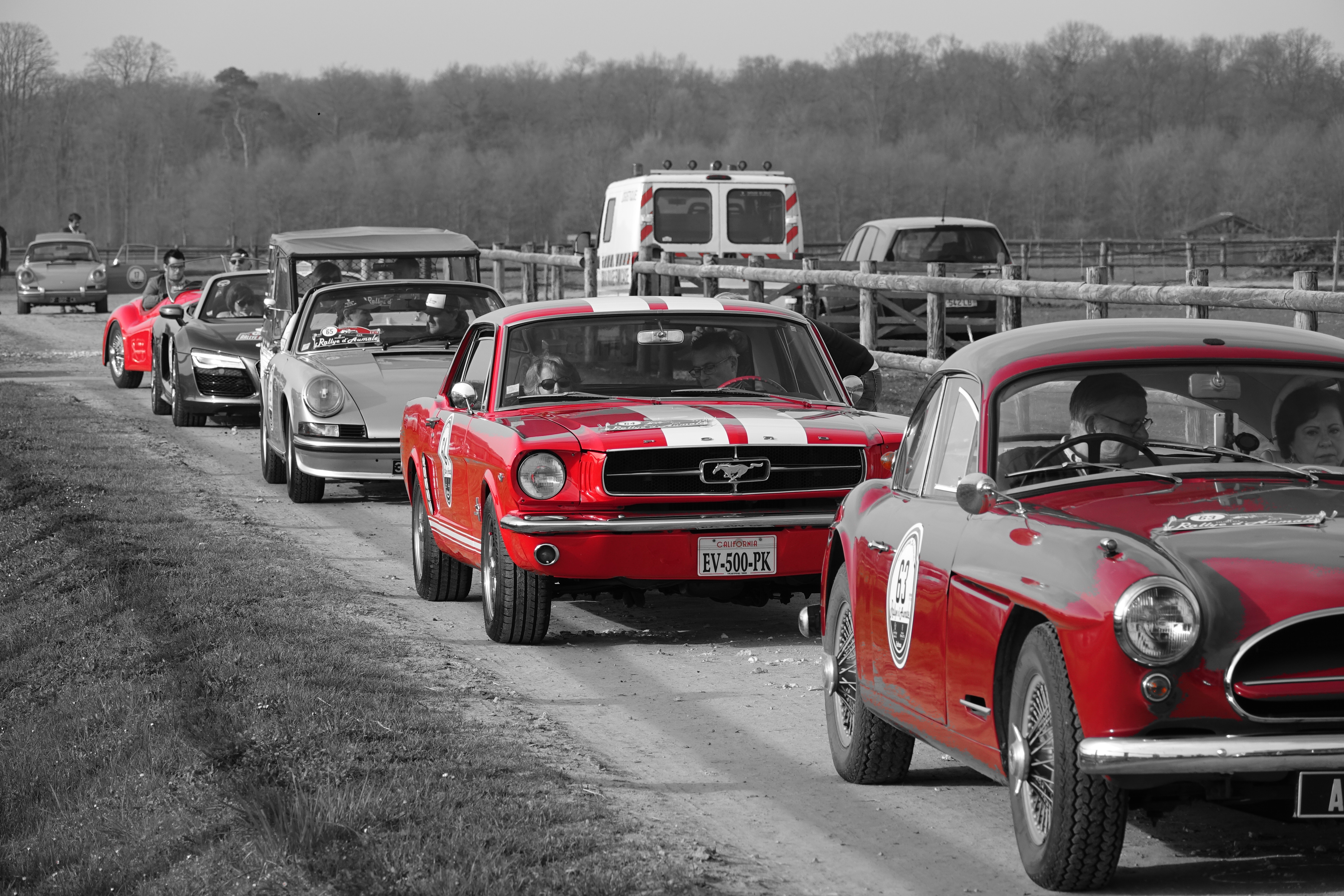
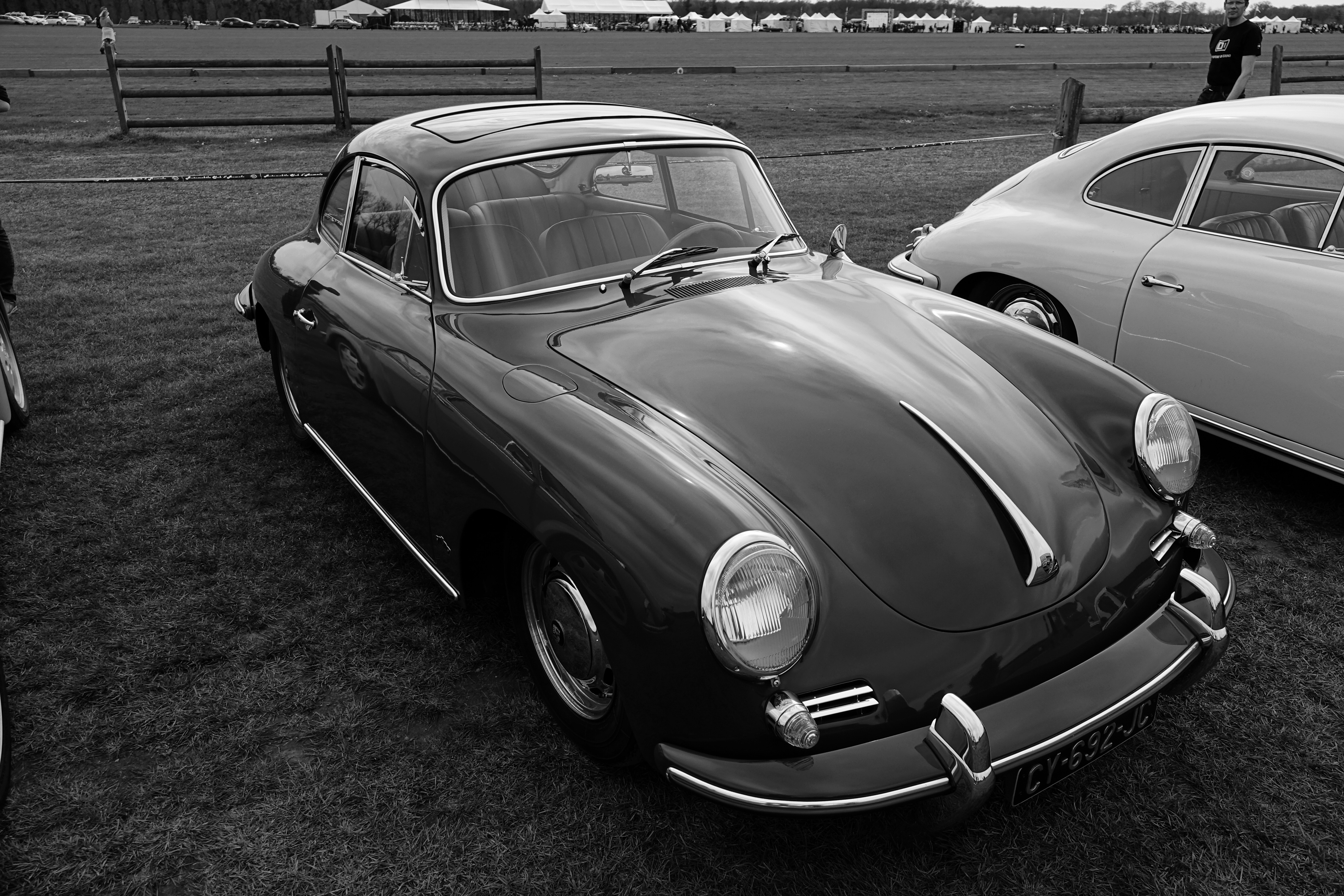

### 5eédition (2019)

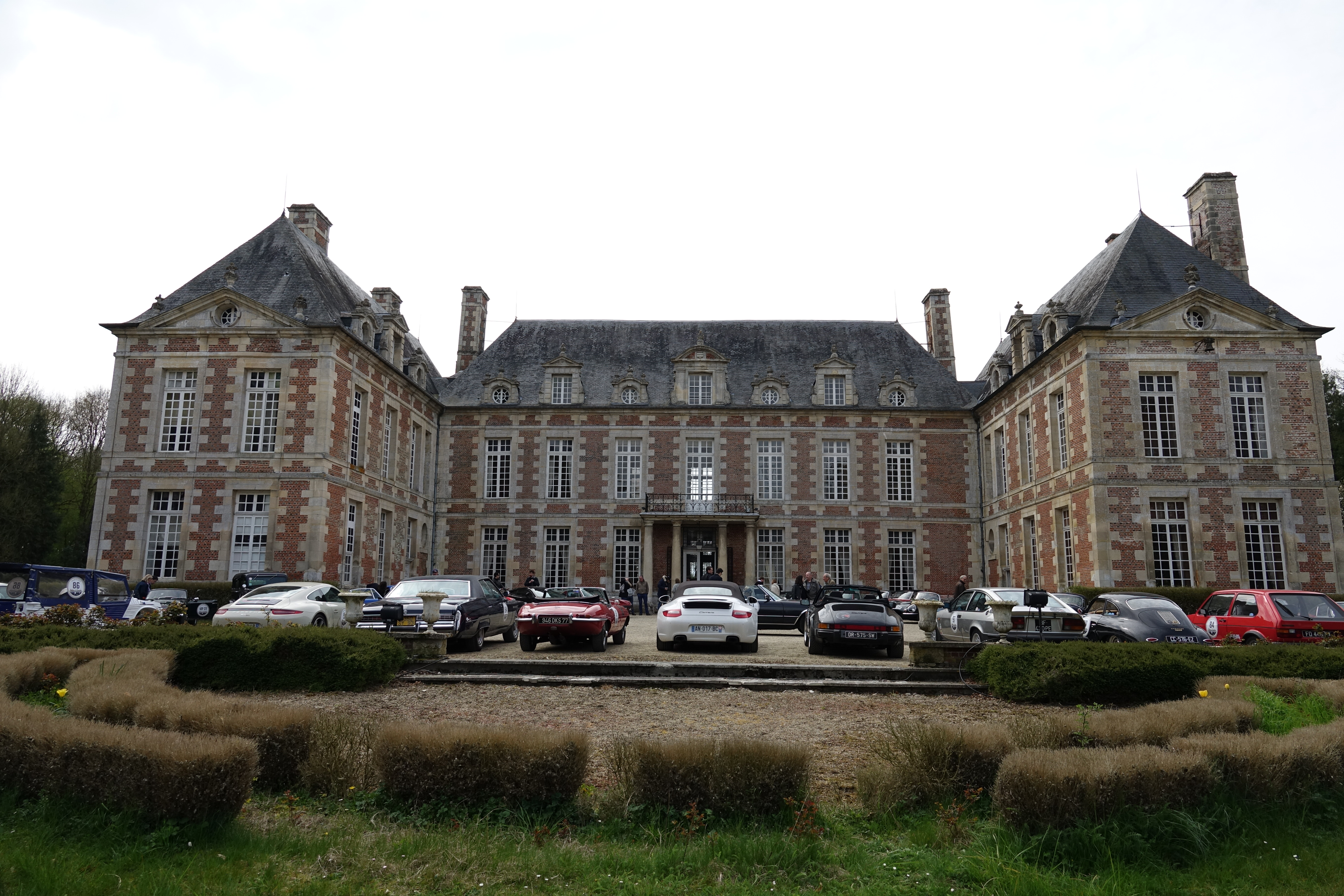
Château du Fayel

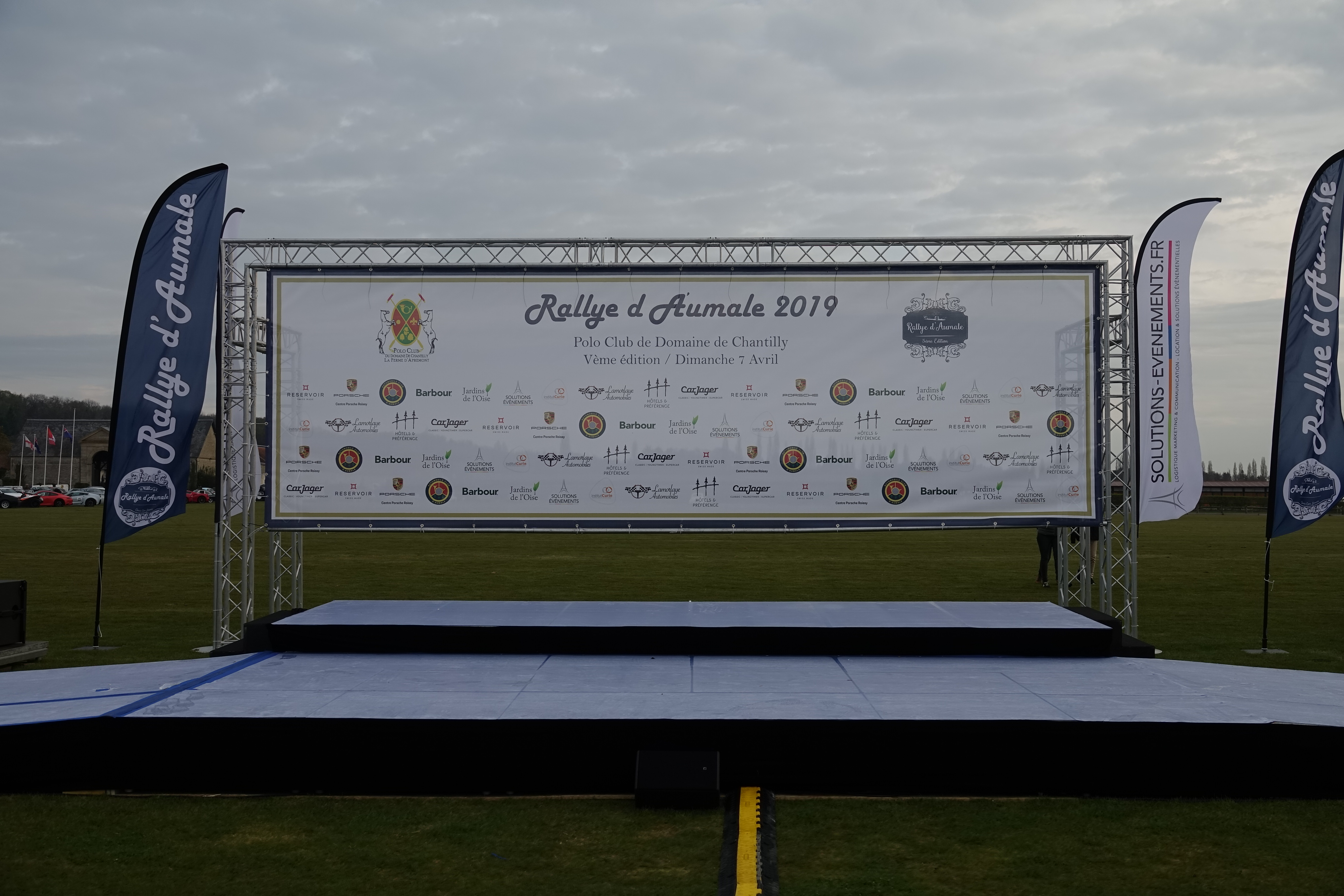
Podium du Rallye

La cinquième édition du Rallye d'Aumale a lieu le dimanche 7 avril 2019.
Pour cette édition, les 200 participants des catégories Challenge et Découverte se sont élancés d'Apremont pour un parcours d'environ 120 km.

Le Rallye d'Aumale 2019 au départ du Polo Club d'Apremont
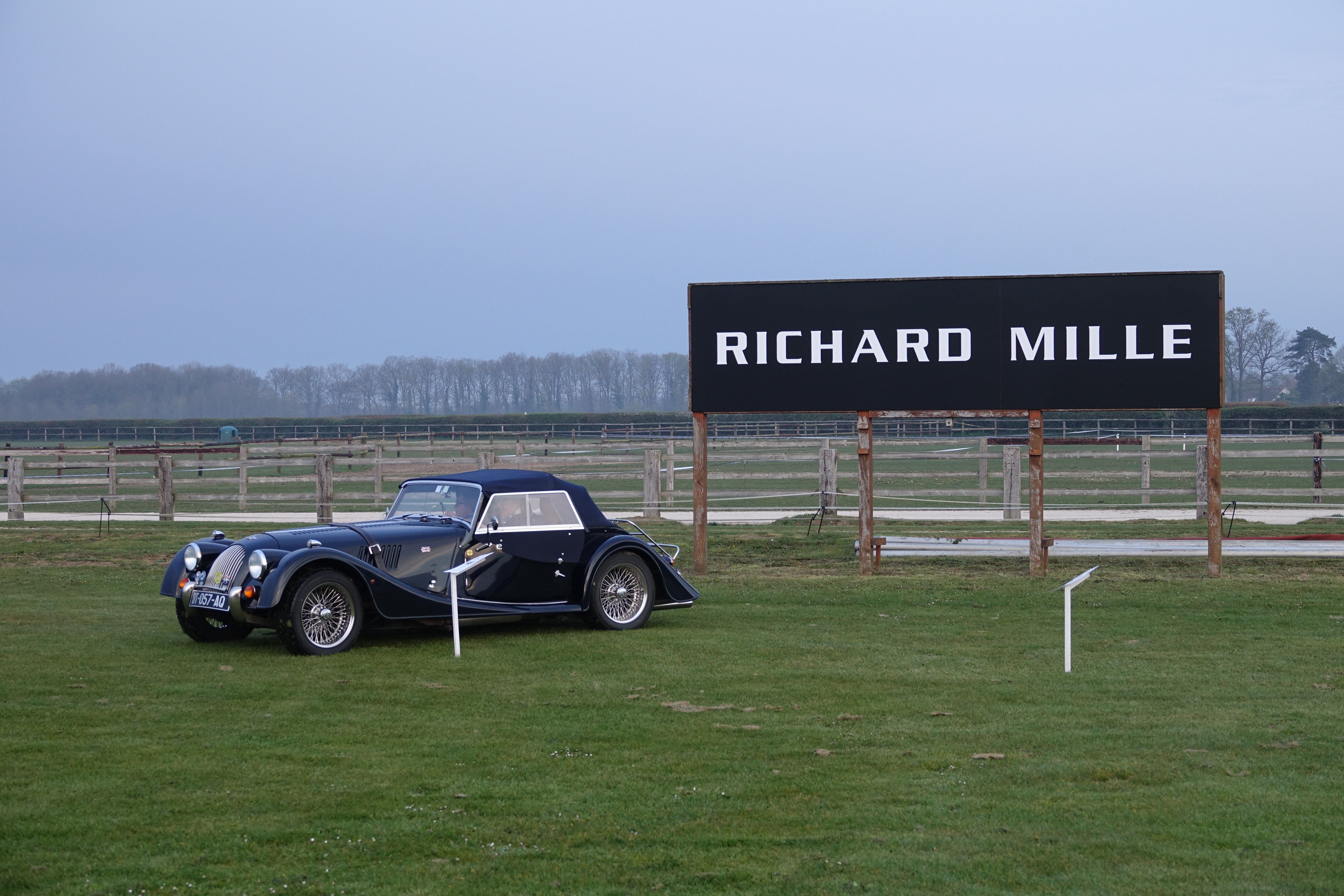
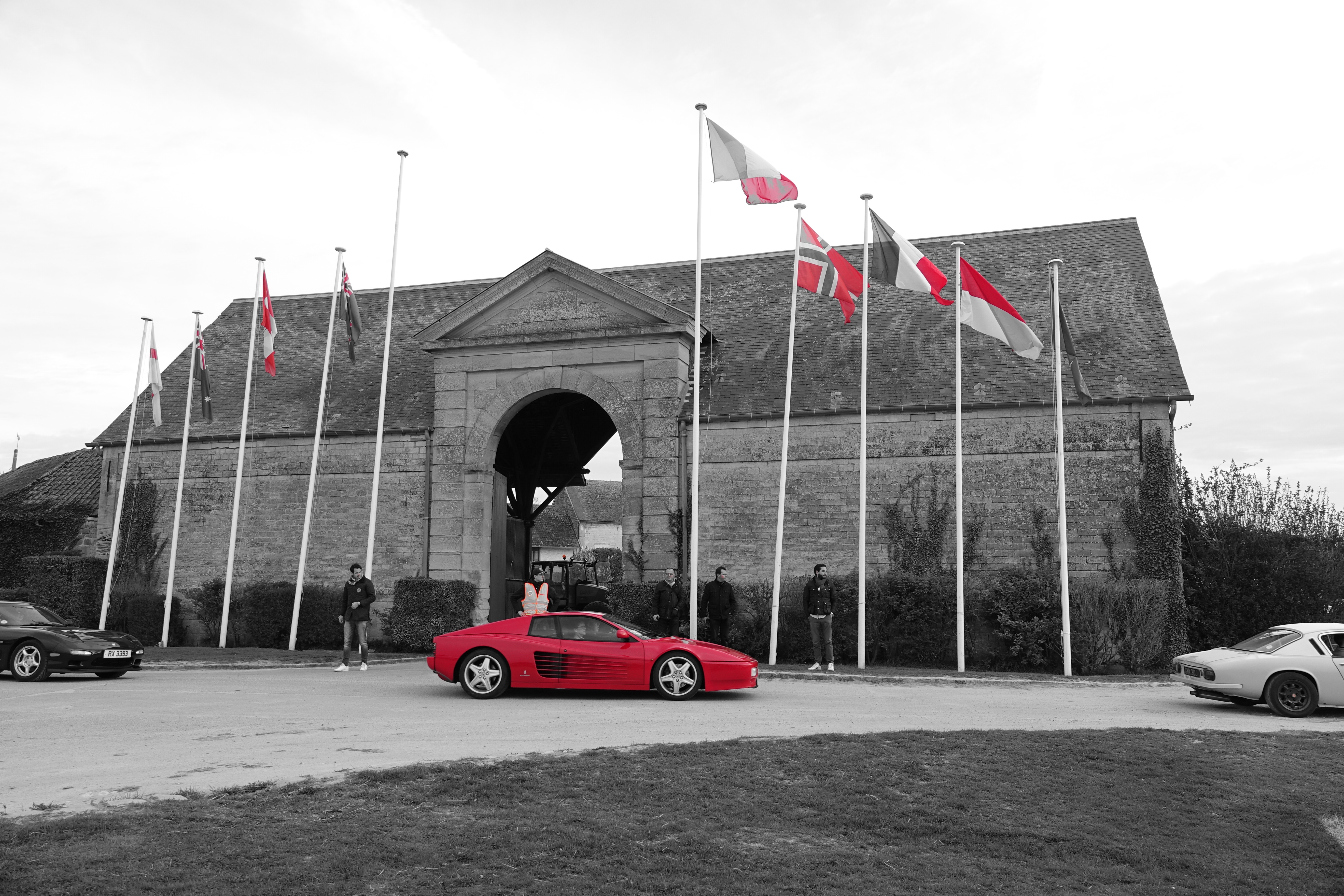
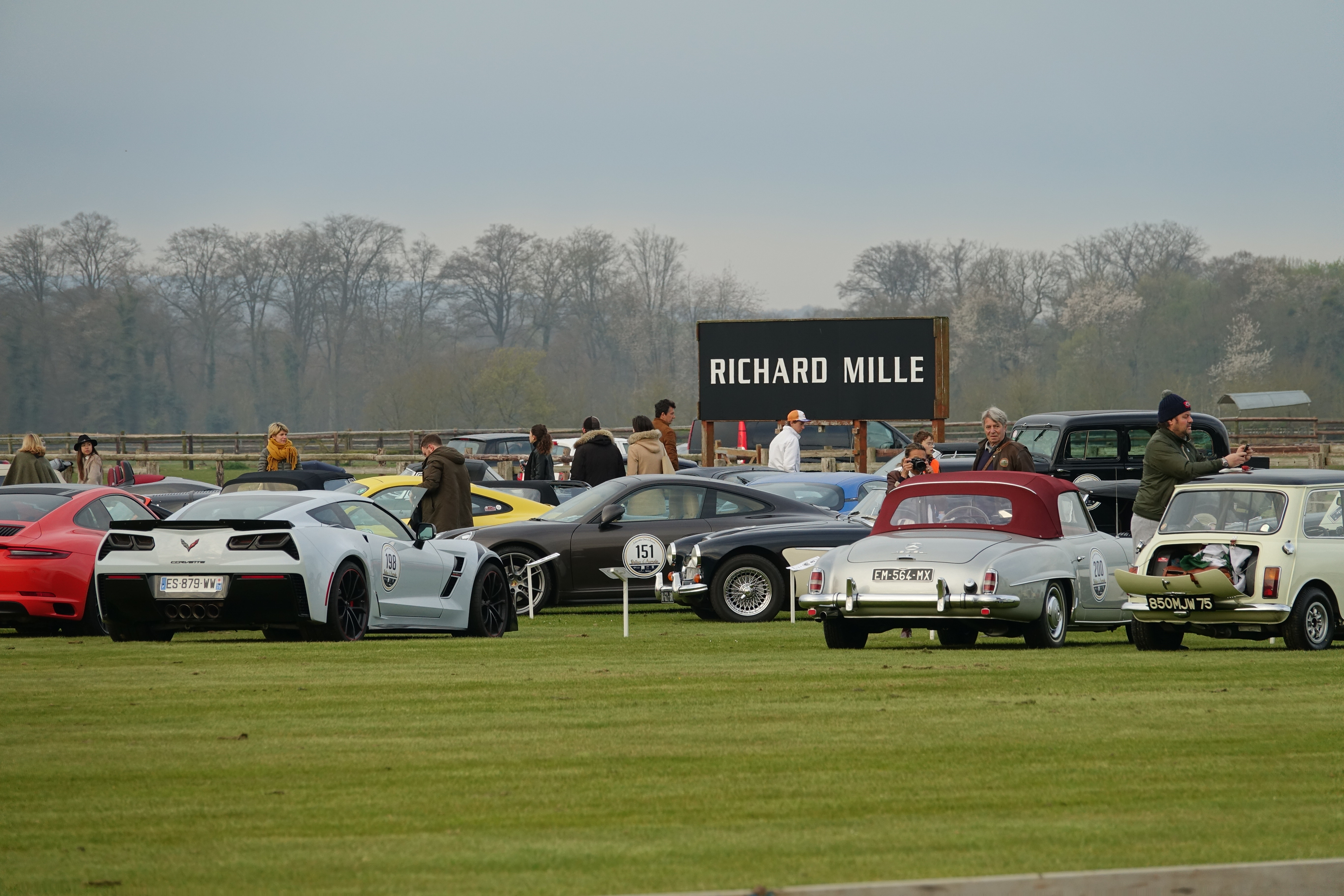
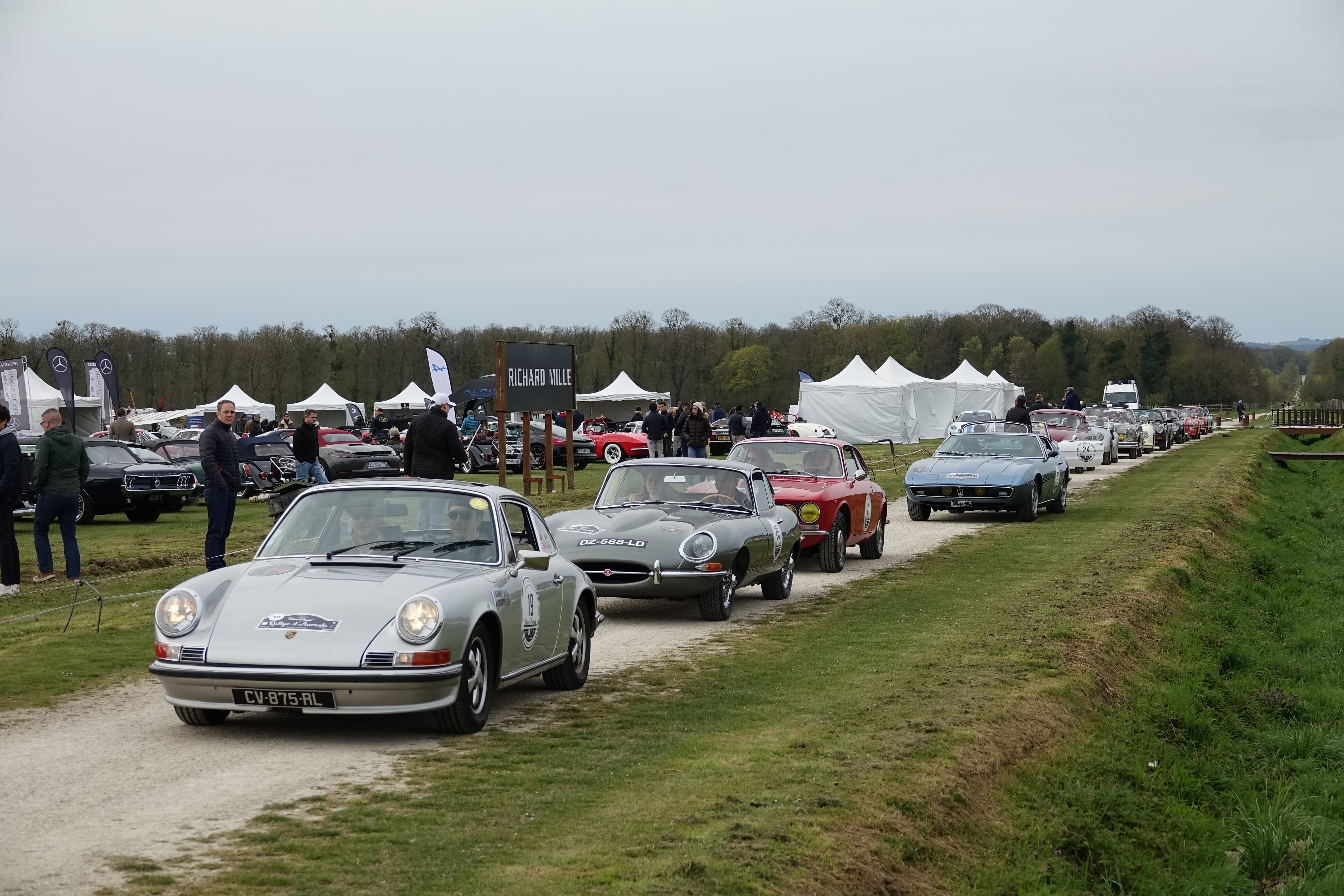
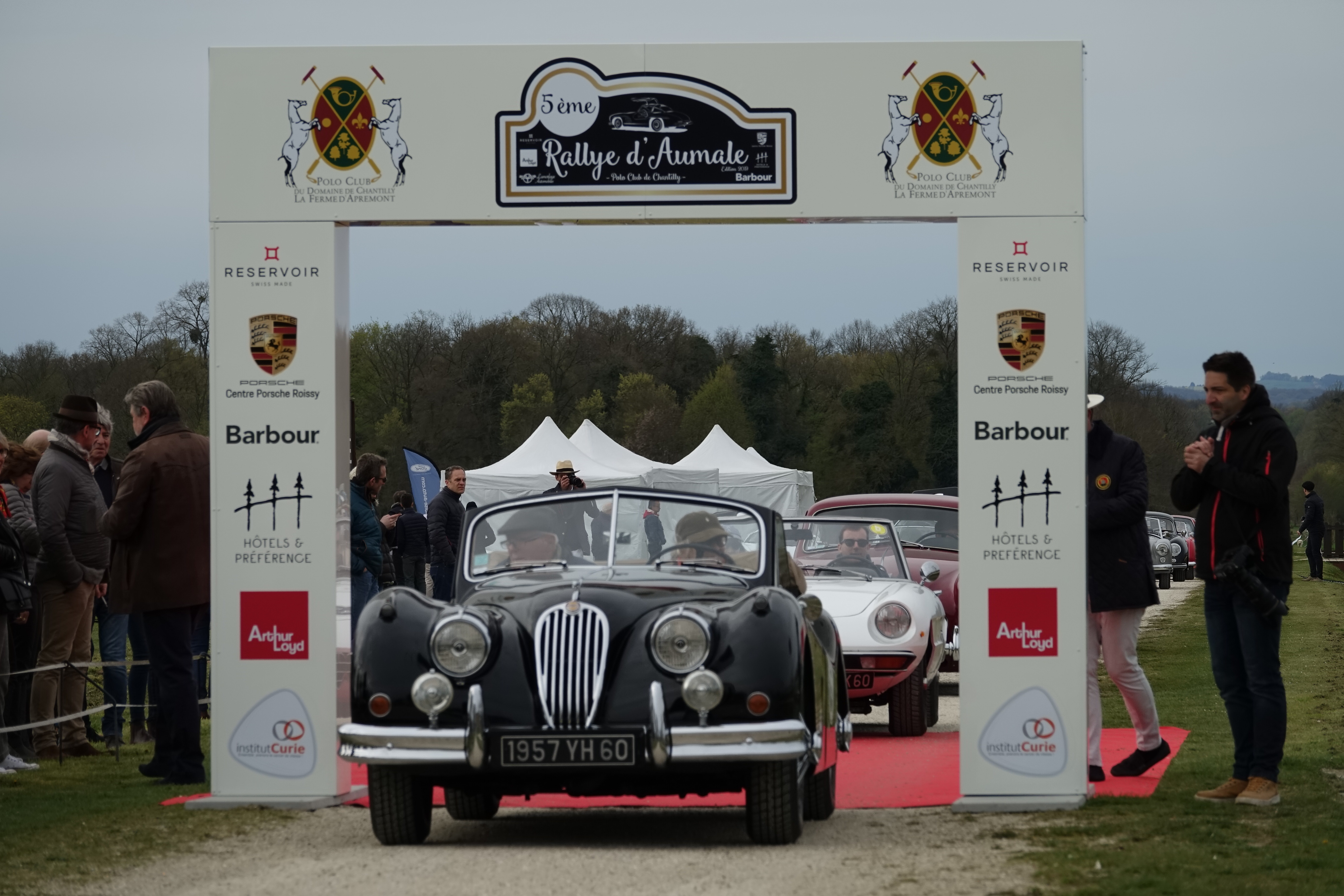

Les Porsche du rallye Challenge sur les routes de l'Oise
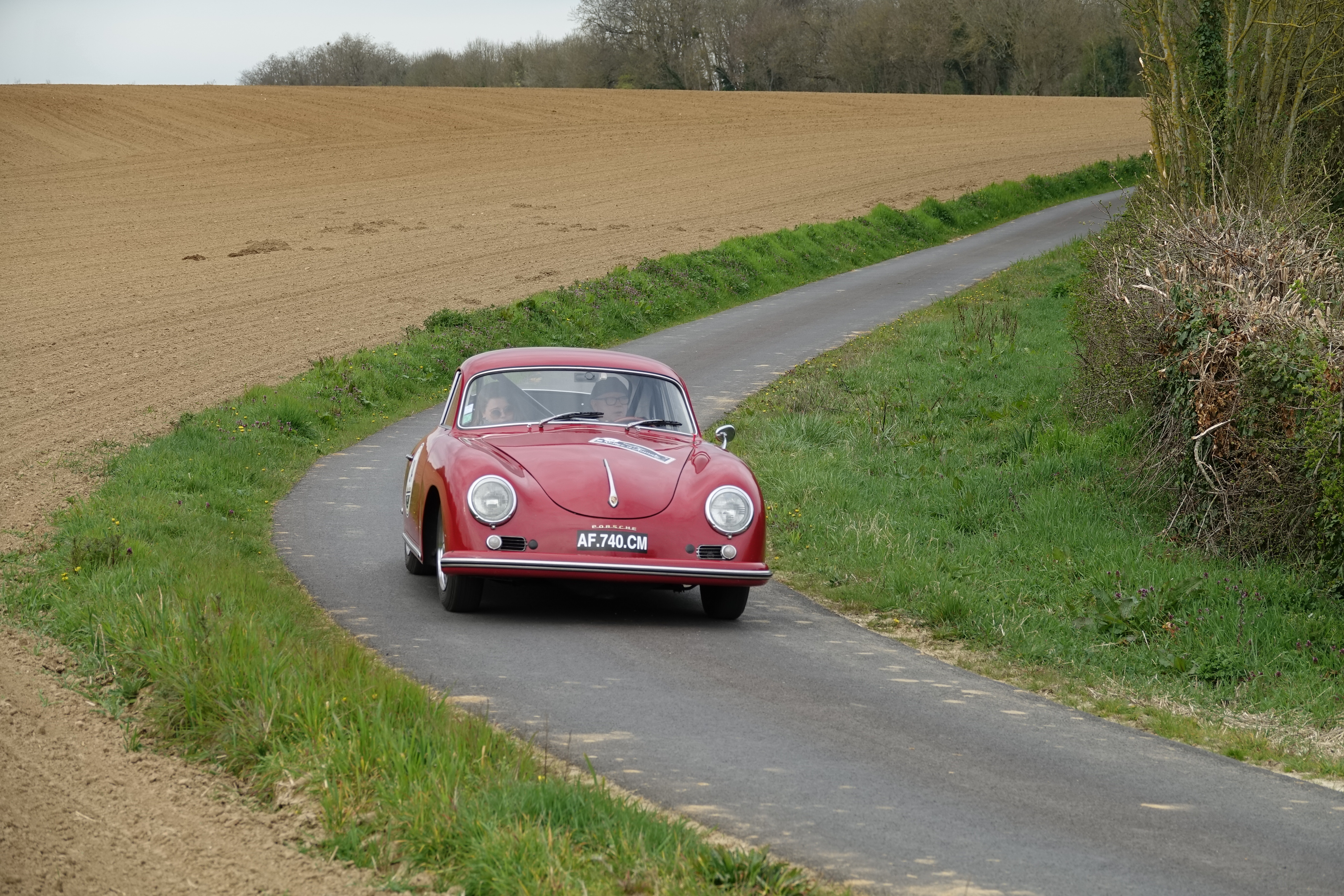
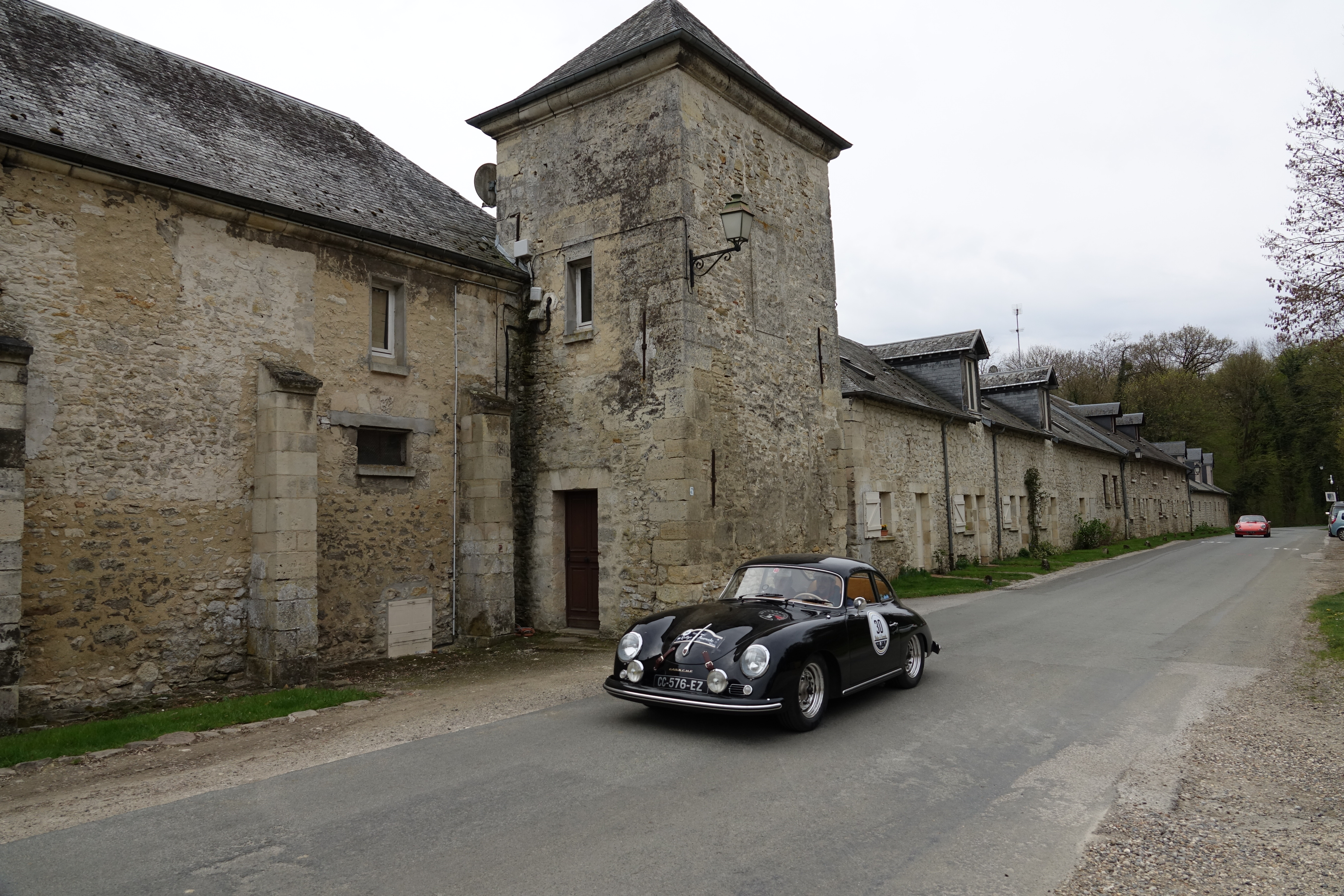
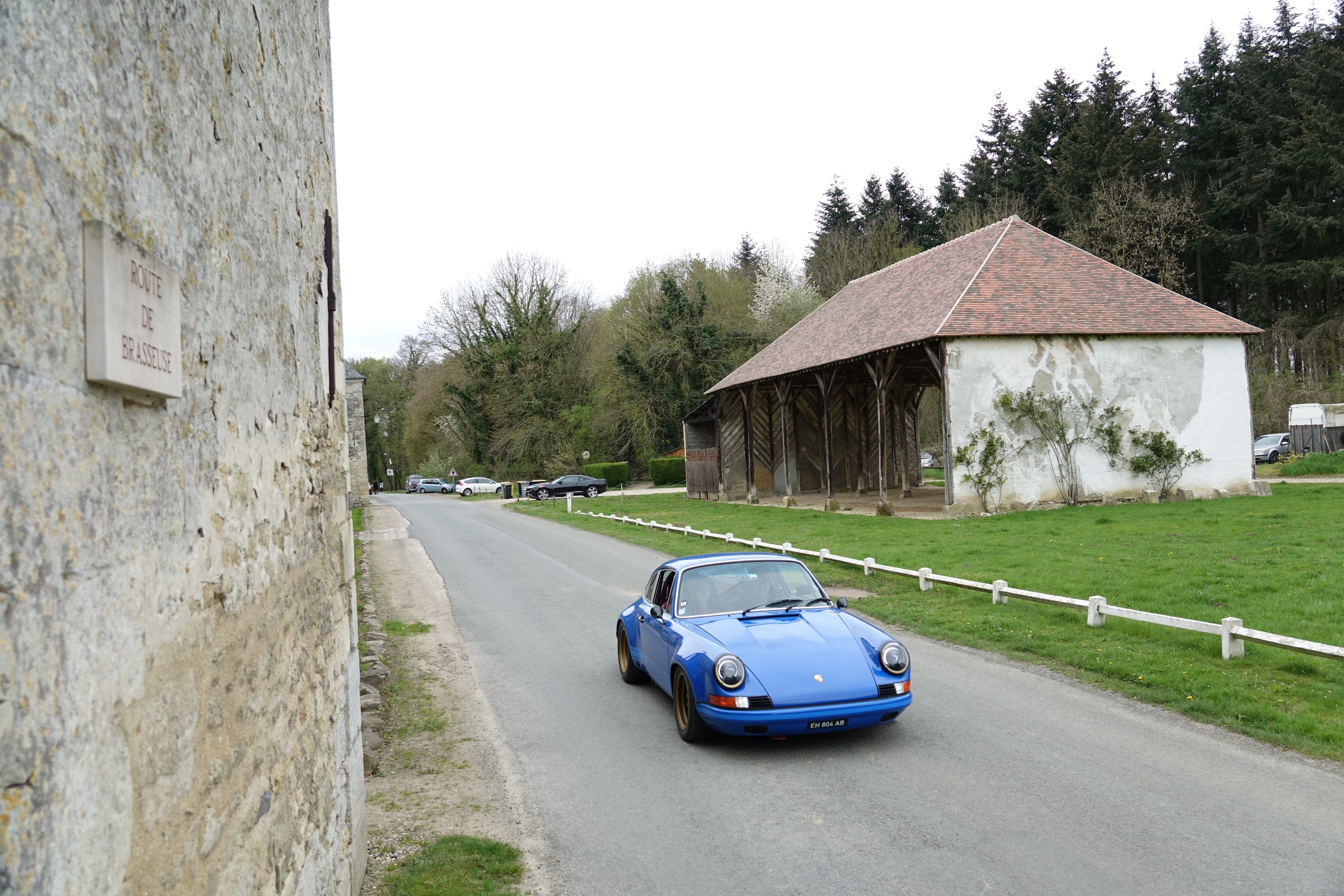

### 6eédition (2020)
La sixième édition du Rallye d'Aumale était initialement programmée le dimanche 5 avril 2020, mais en raison de l'expansion de l'épidémie de maladie à coronavirus Covid-19, celle-ci est reportée au dimanche 19 juillet 2020,. Cette édition célèbre les 110 ans du constructeur italien Alfa Roméo.
Malgré les conditions sanitaires, 200 équipages étaient au départ de cette édition.

### 7eédition (2021)
Pour les mêmes raisons que l'édition 2020, la 7e édition du Rallye est reportée du 4 avril au 18 juillet 2021.
Cette année, 250 équipages s'élancent d'Apremont pour un parcours d'une centaine de kilomètres à travers le sud de l'Oise.

### 8eédition (2022)

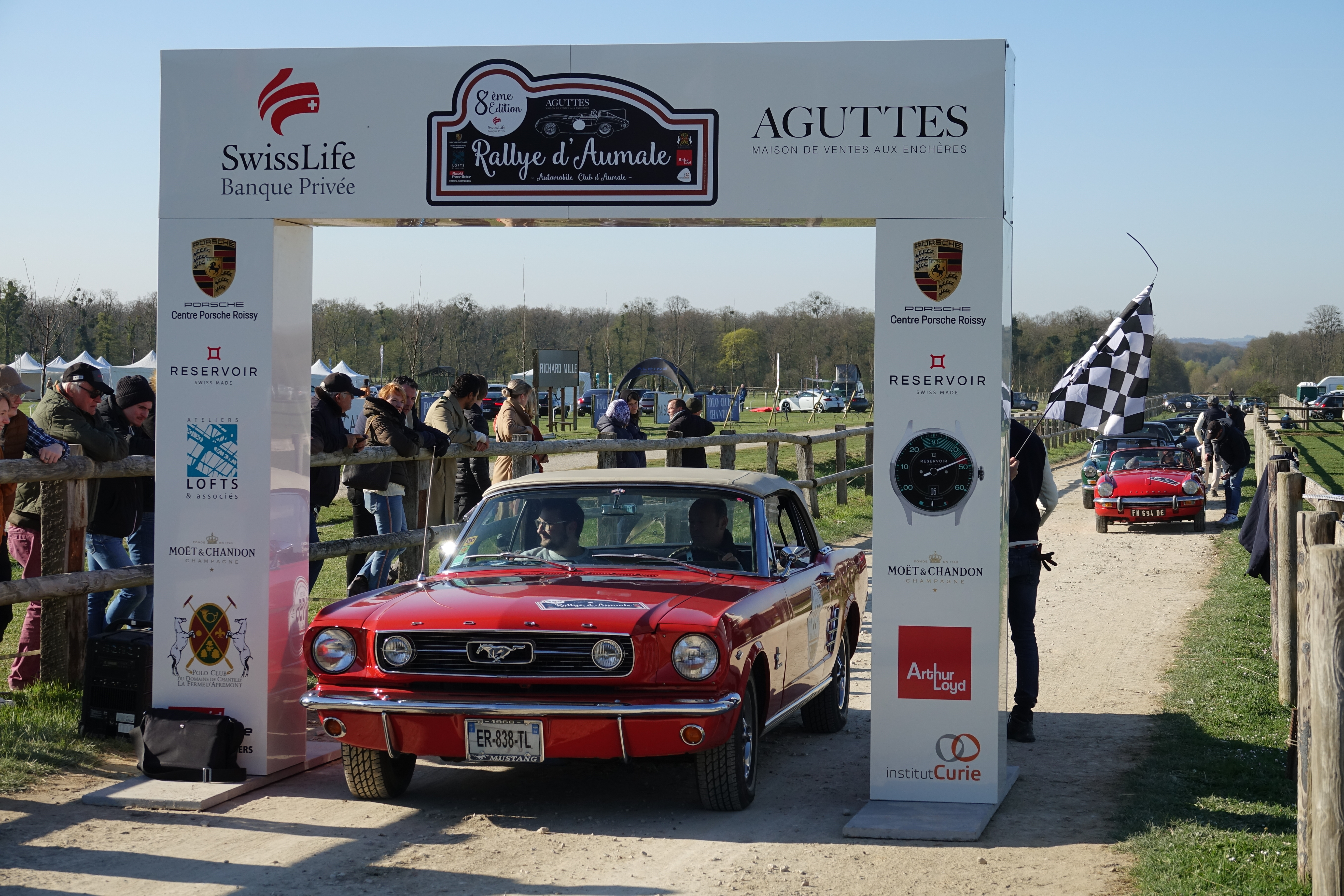
Départ du rallye

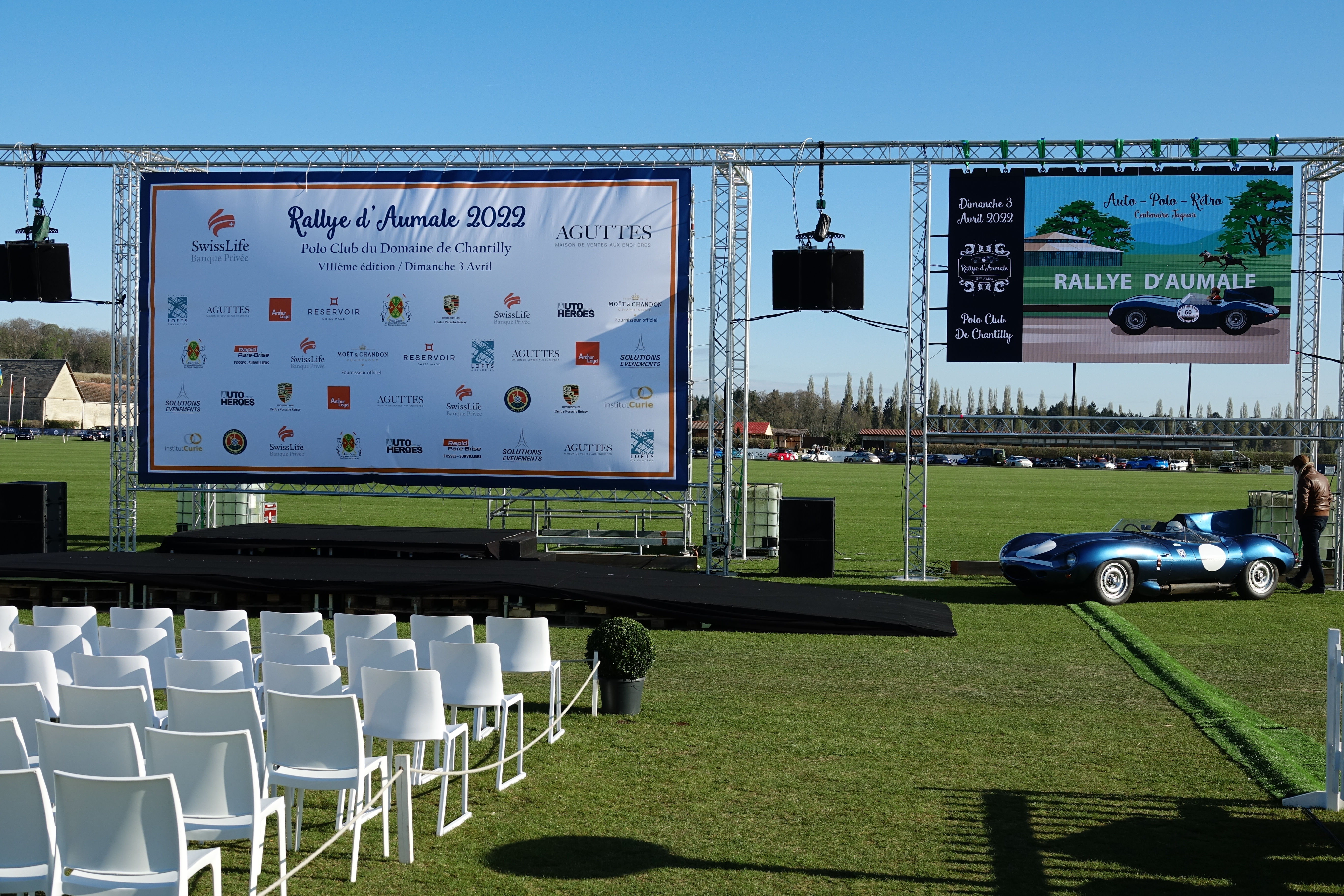
Podium du Rallye

La huitième édition se déroule le dimanche 3 avril 2022.
L'étape de mi-parcours a réuni les participants des catégories Challenge et Découverte au château de Trie dans la commune de Trie-Château.

Départ d'Apremont du Rallye d'Aumale 2022
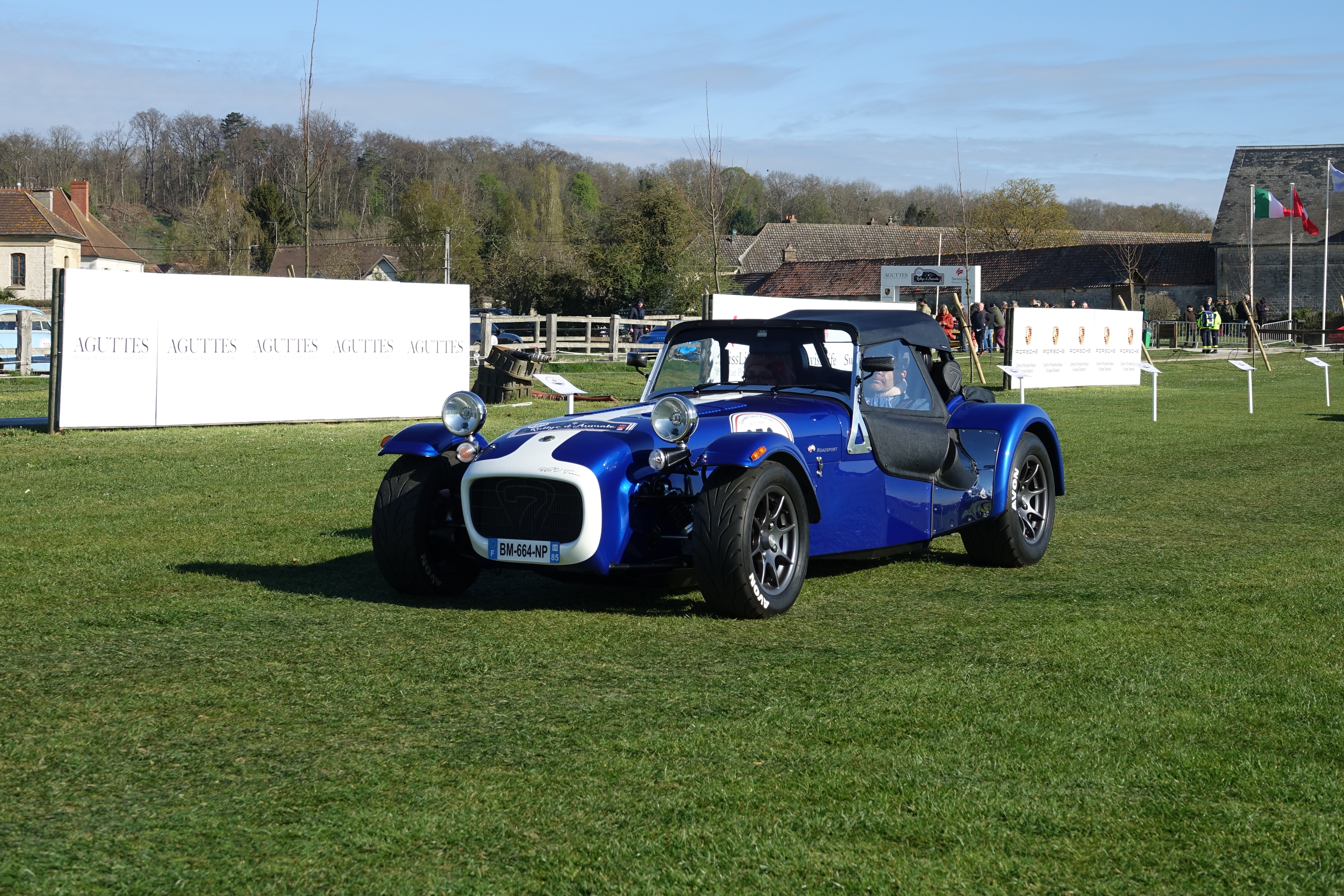
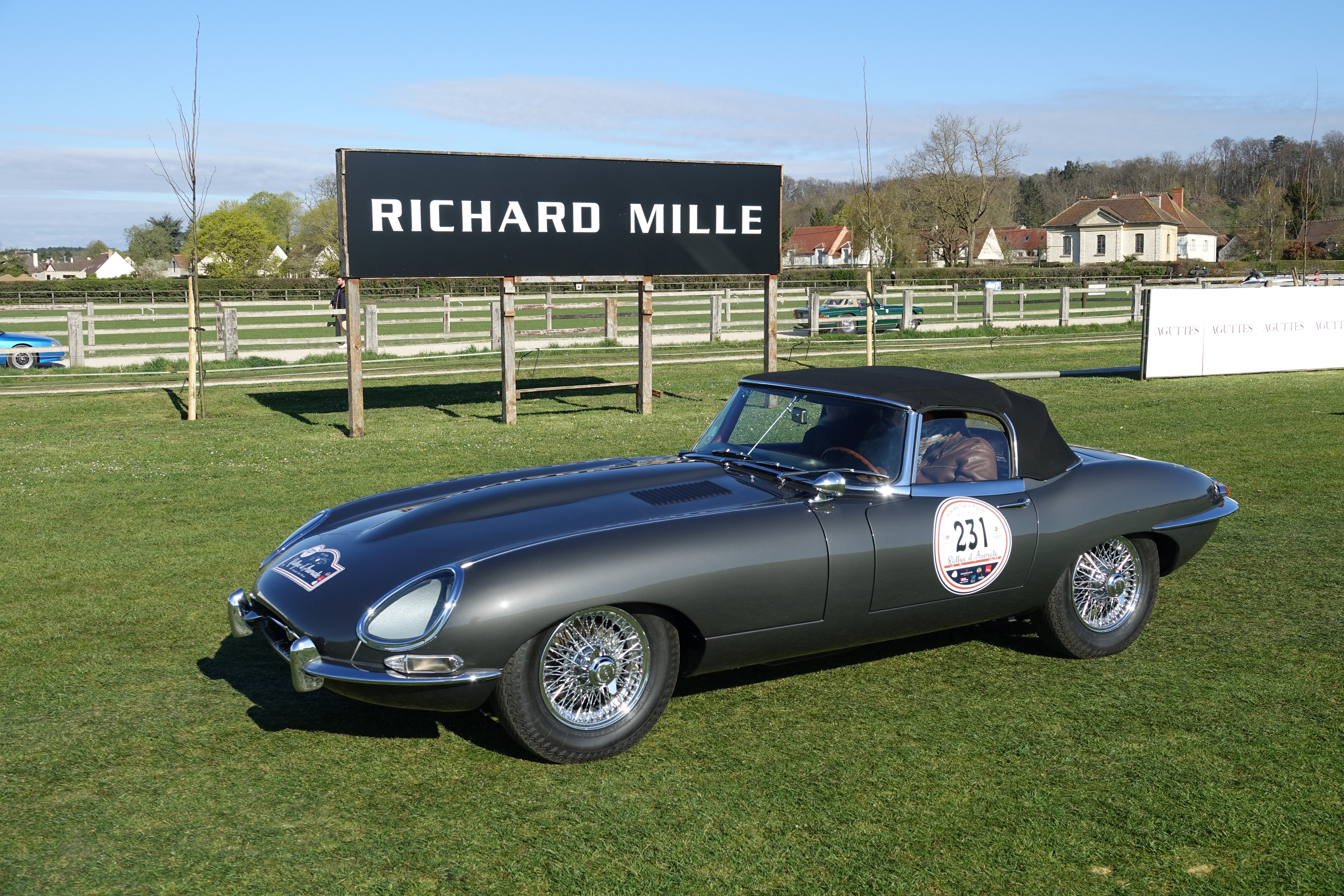
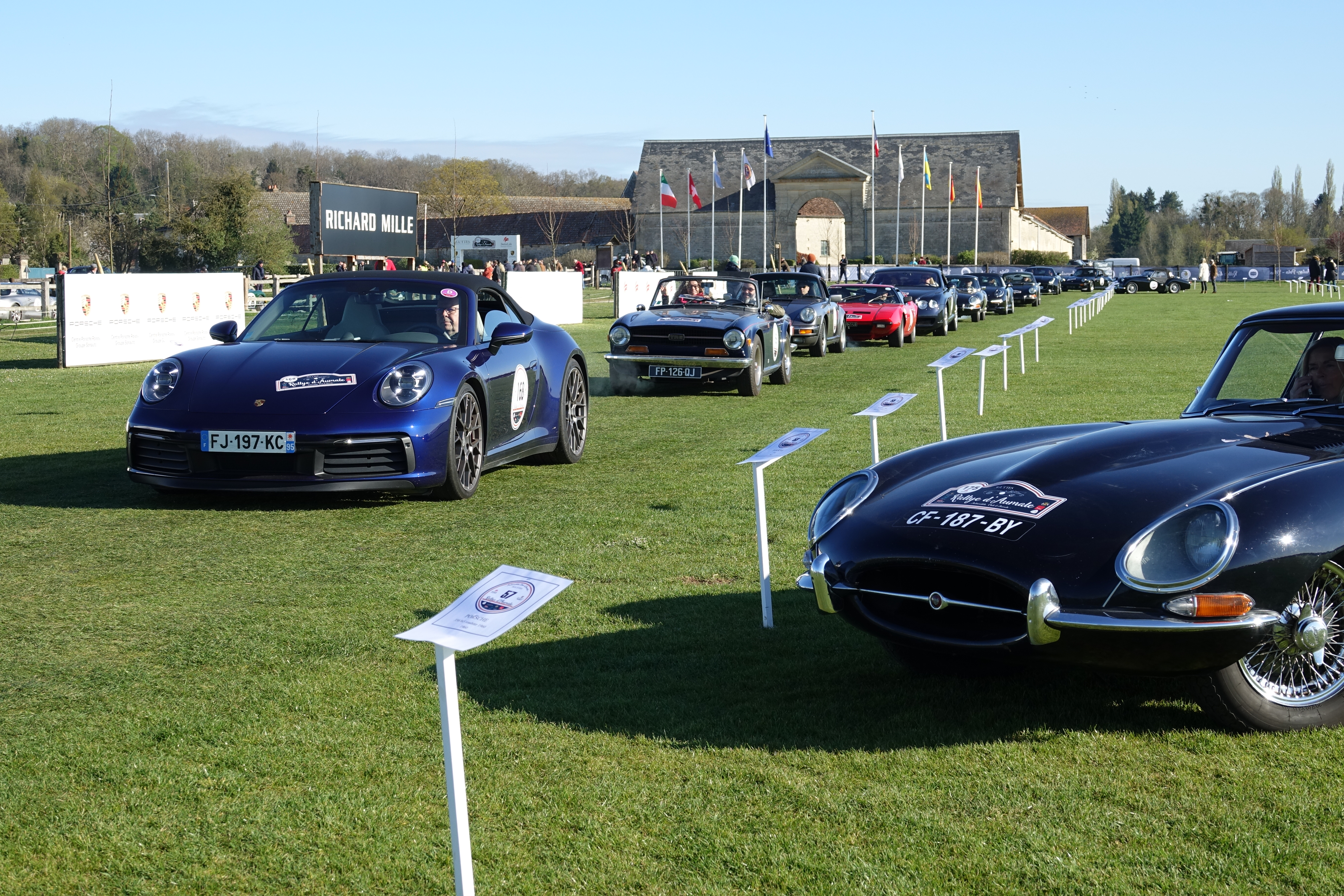
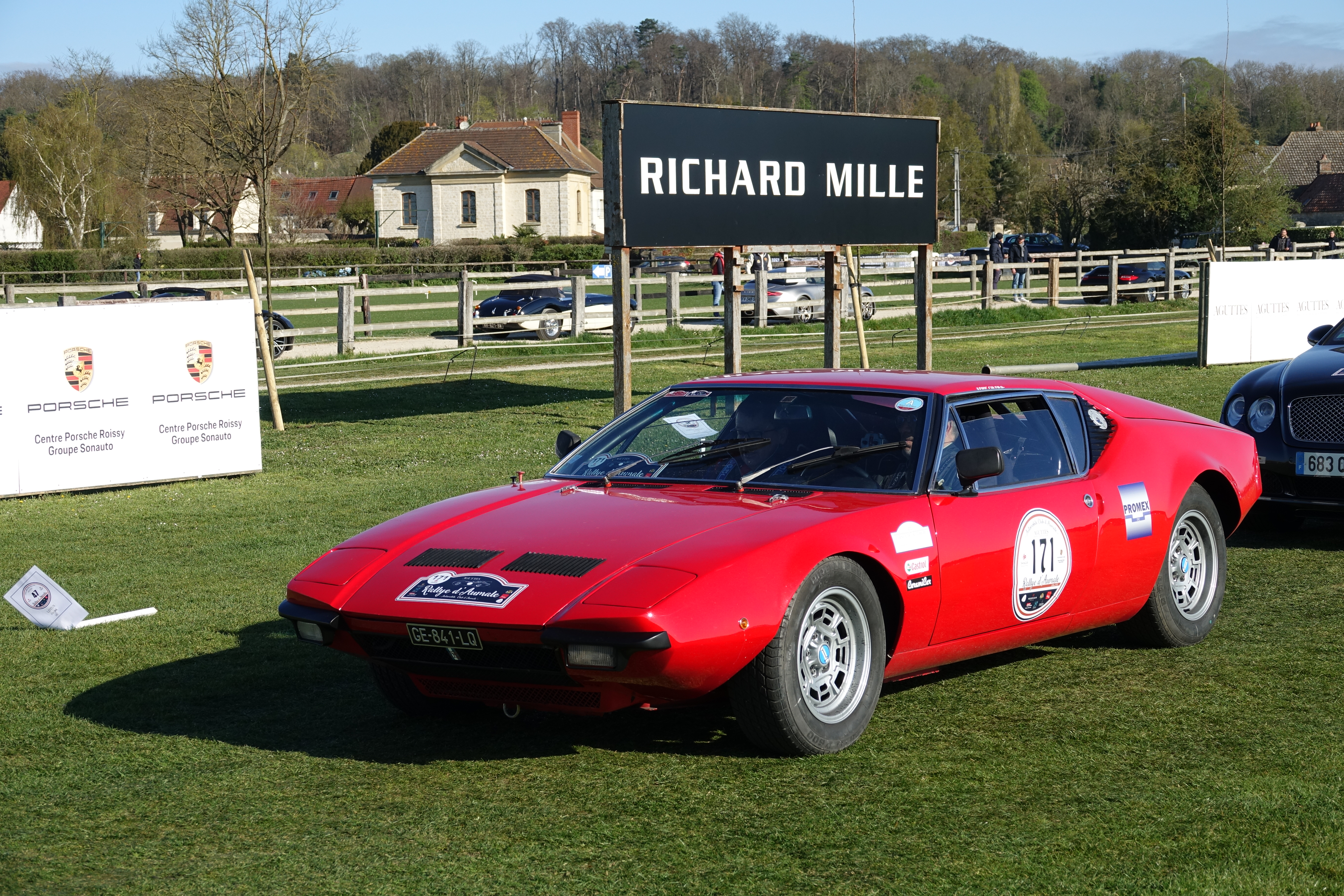
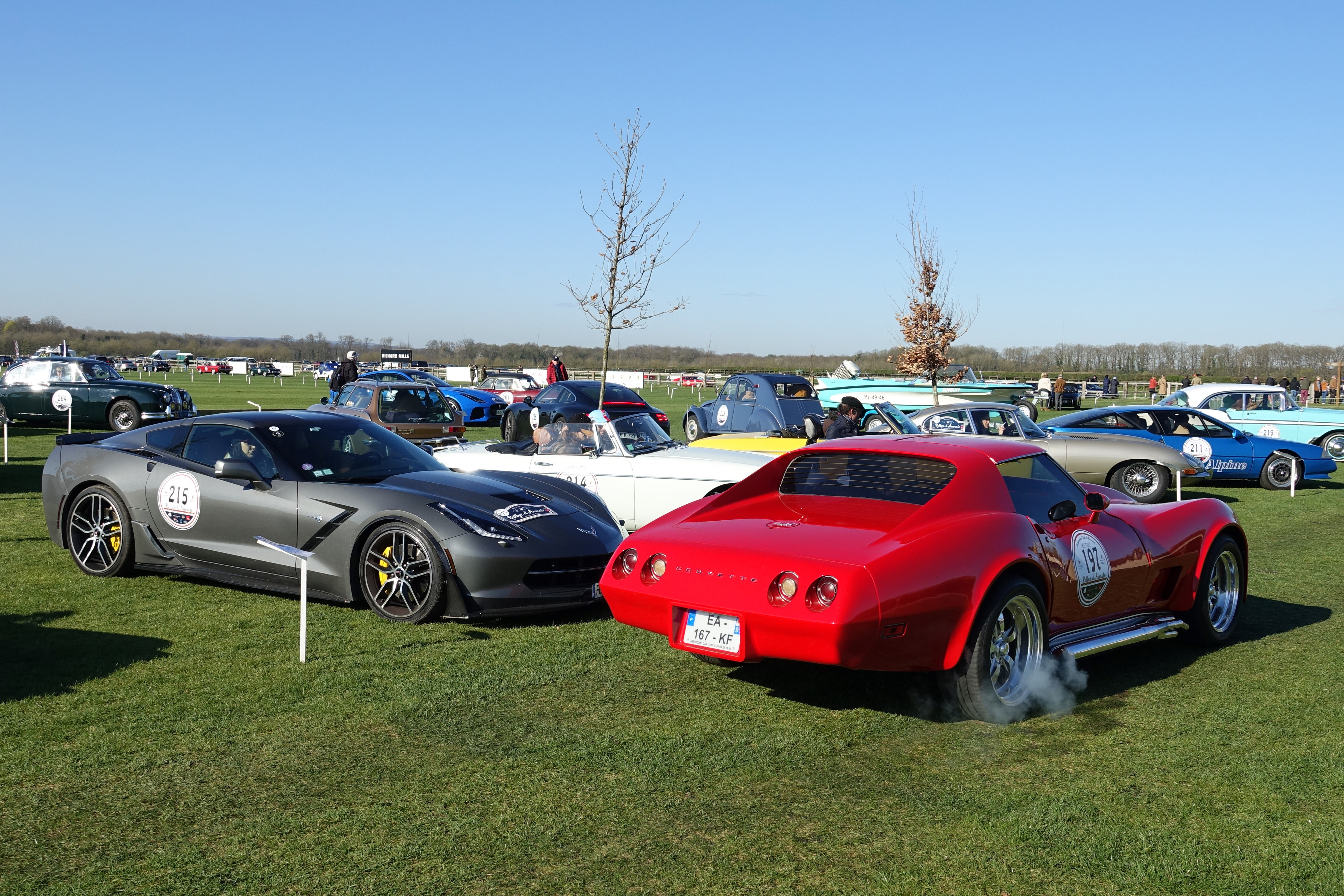
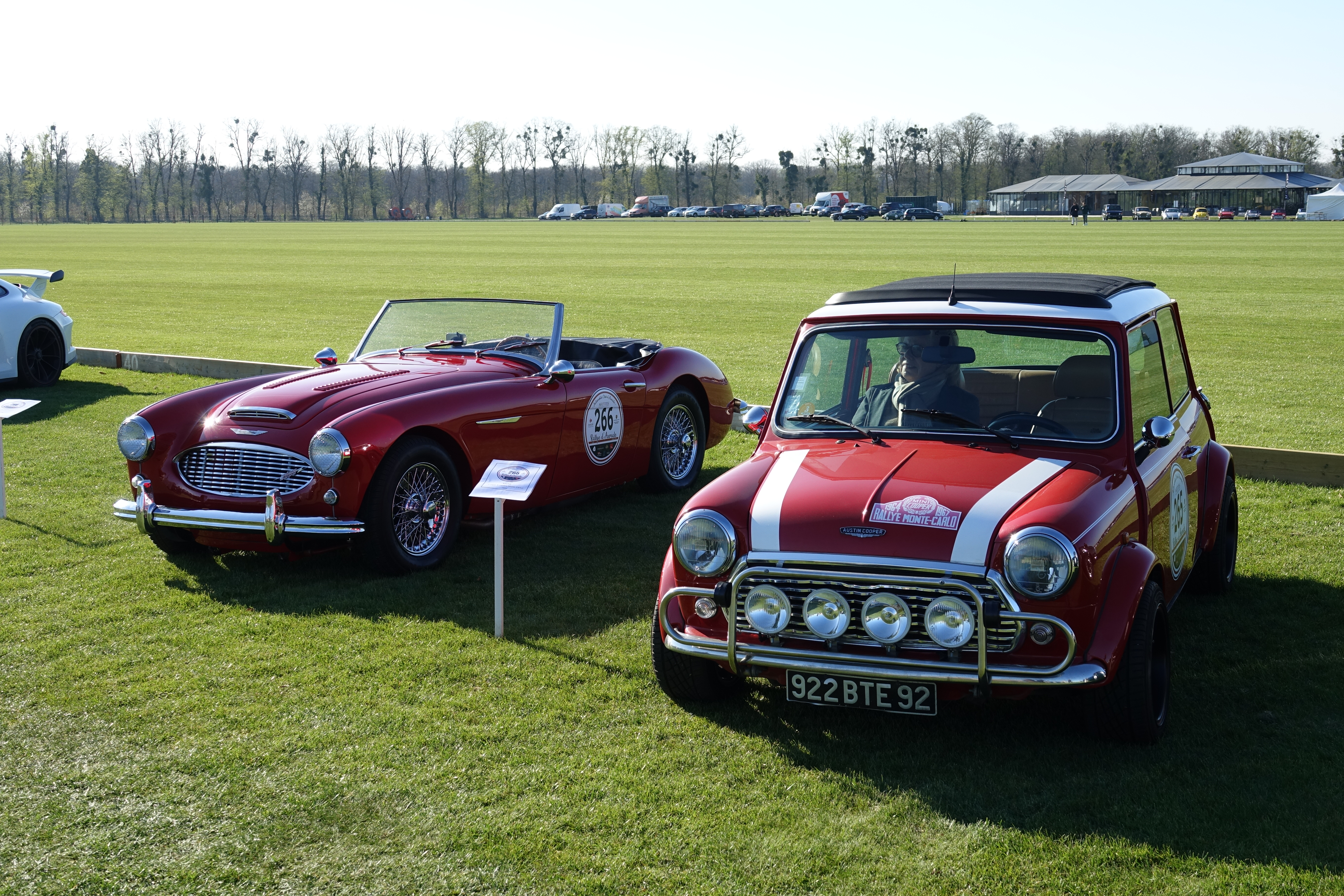
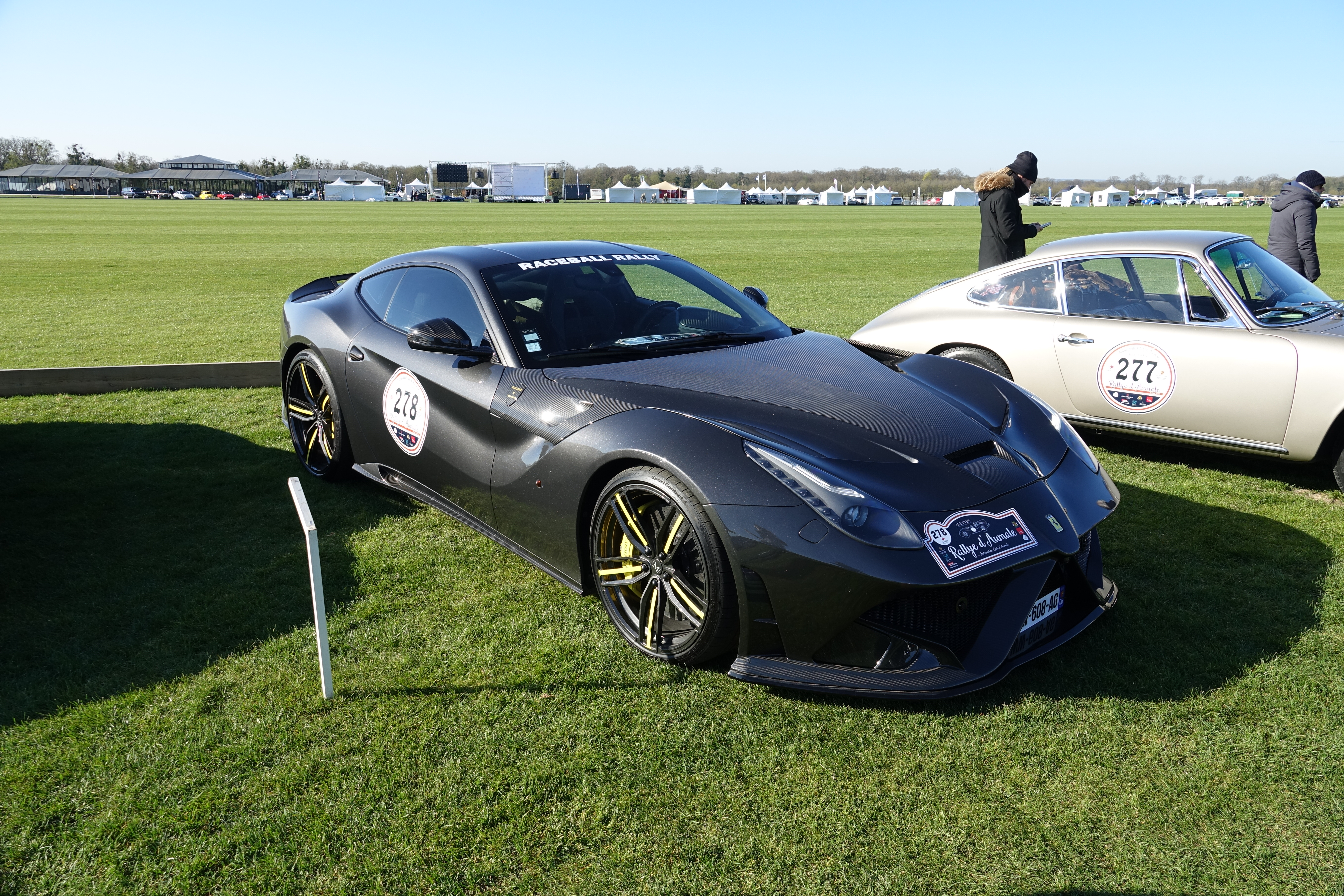

Parcours du rallye
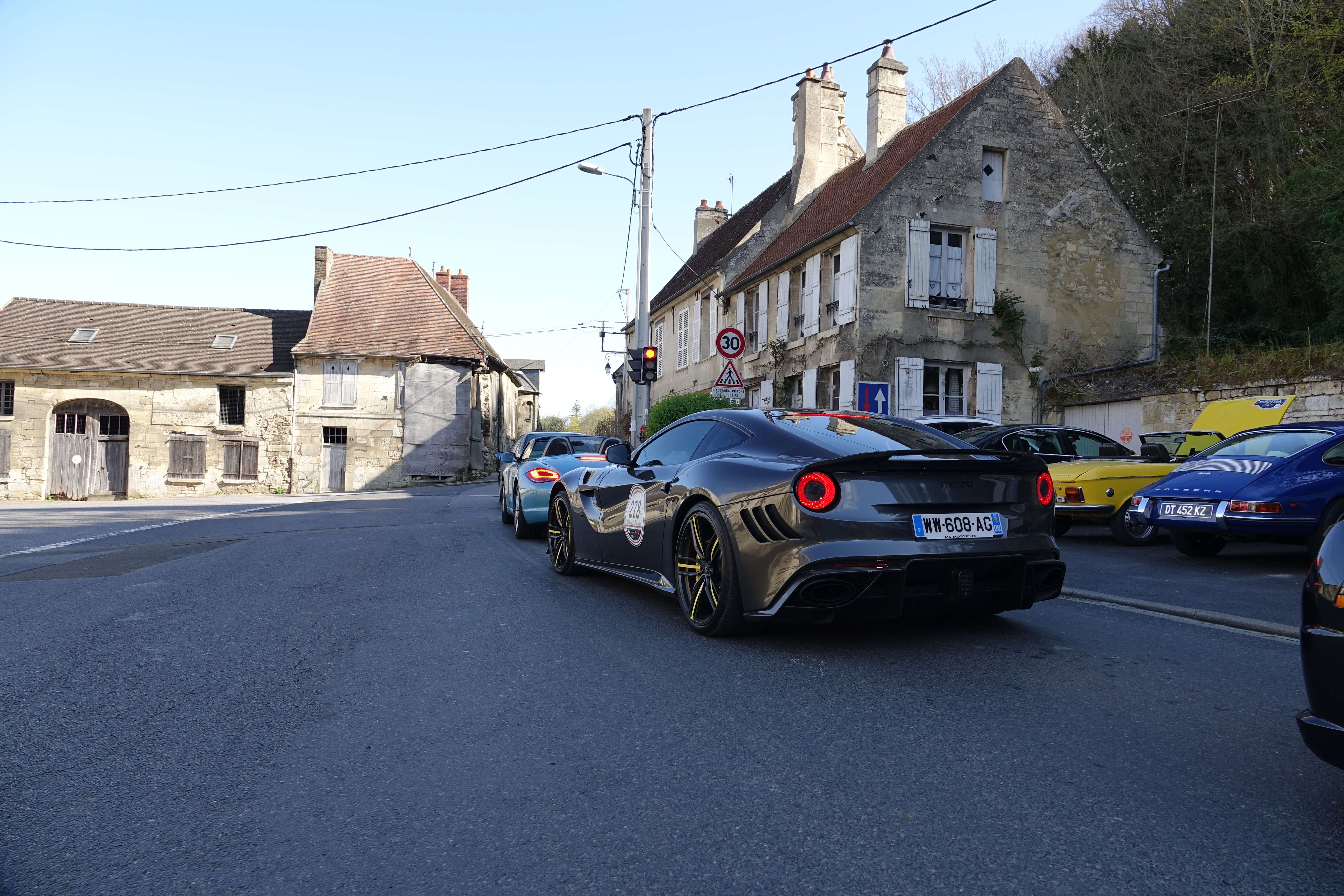
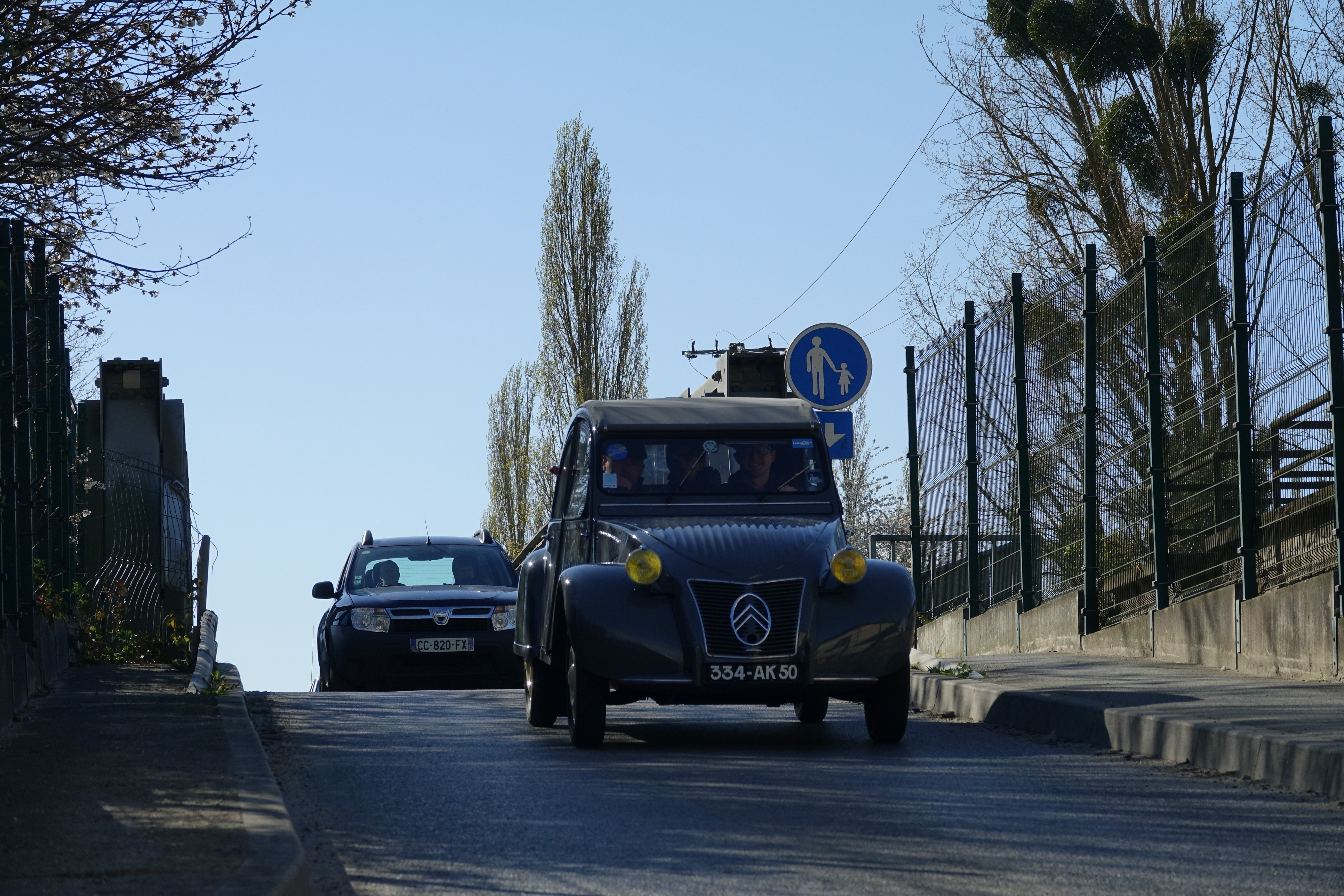
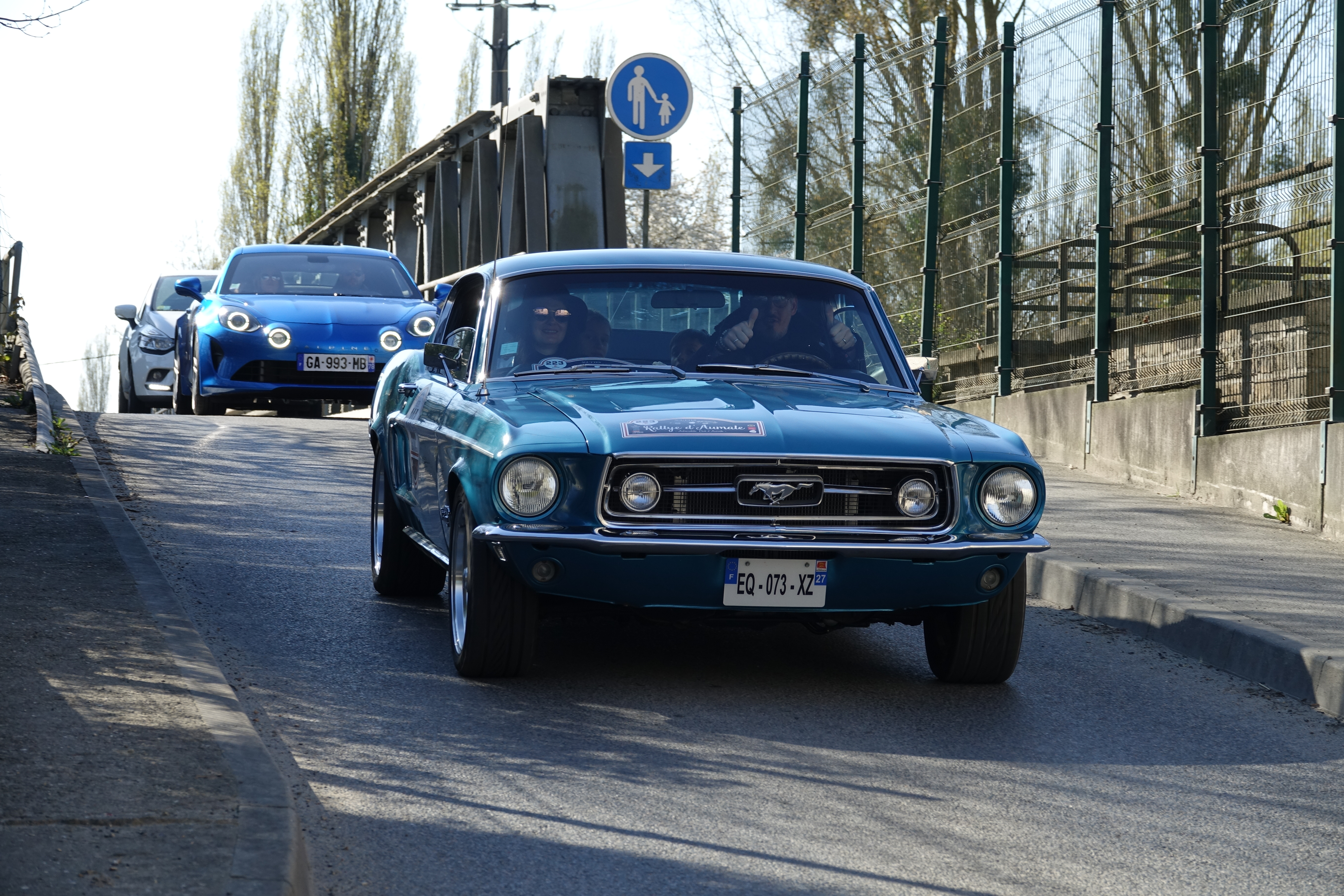
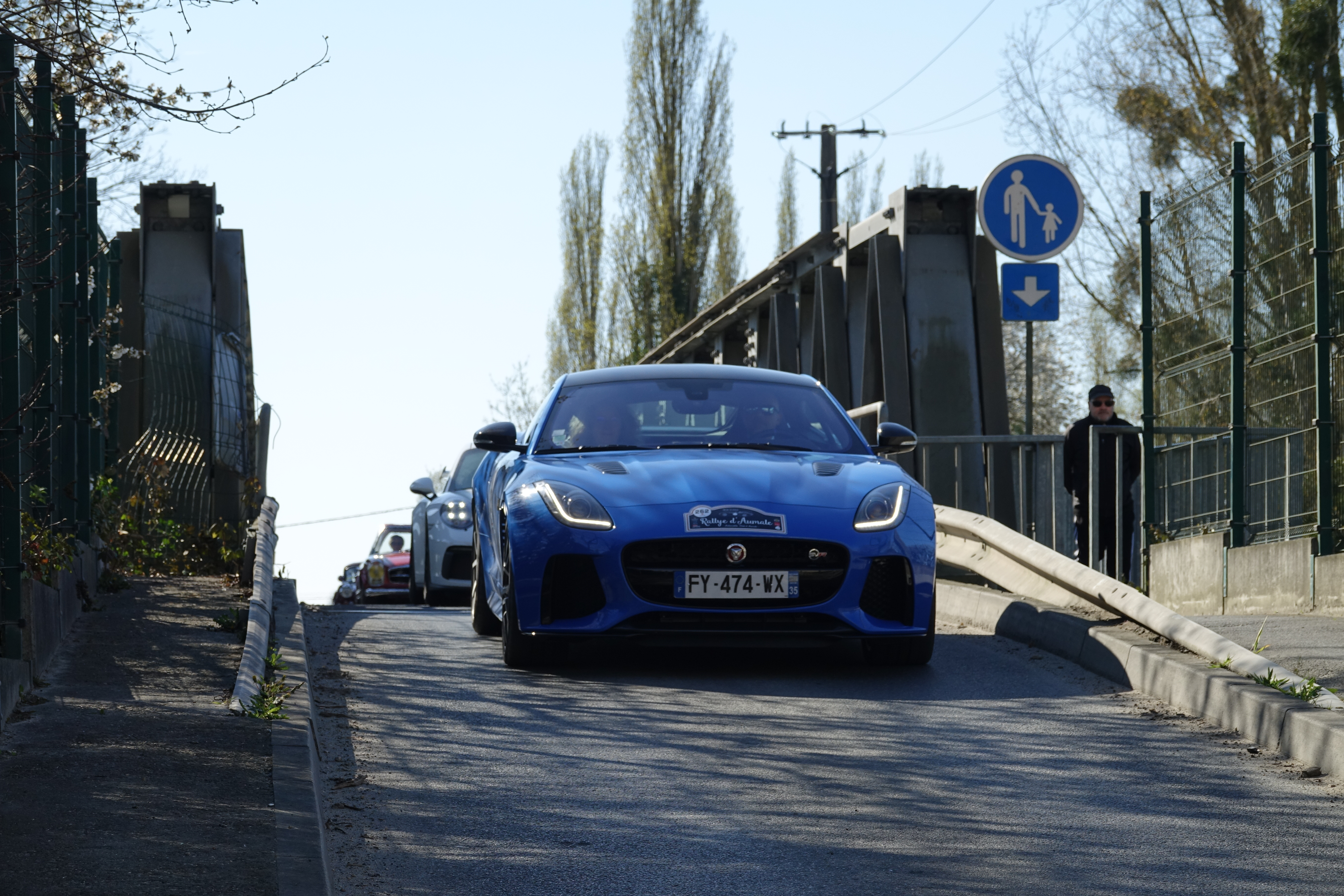
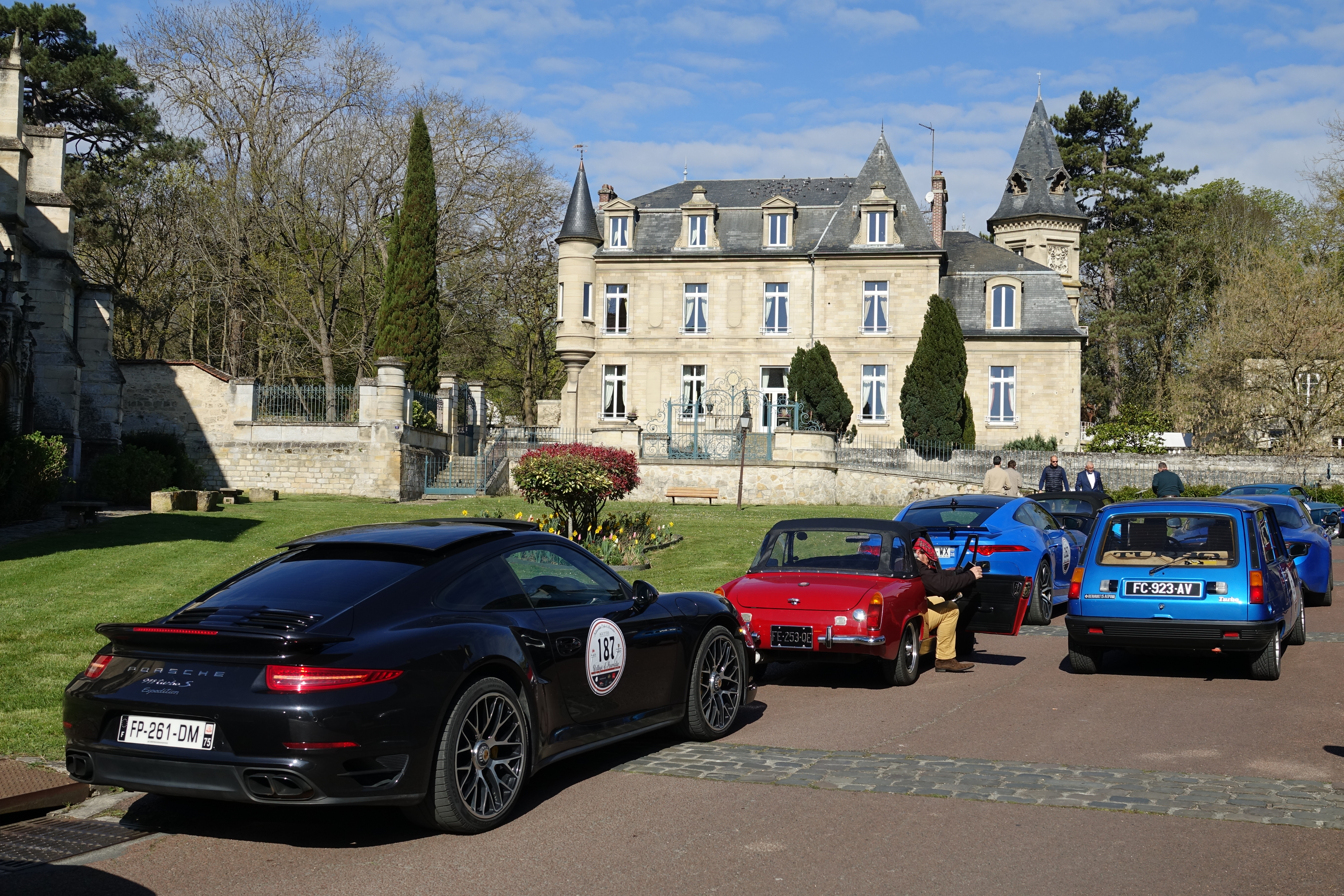
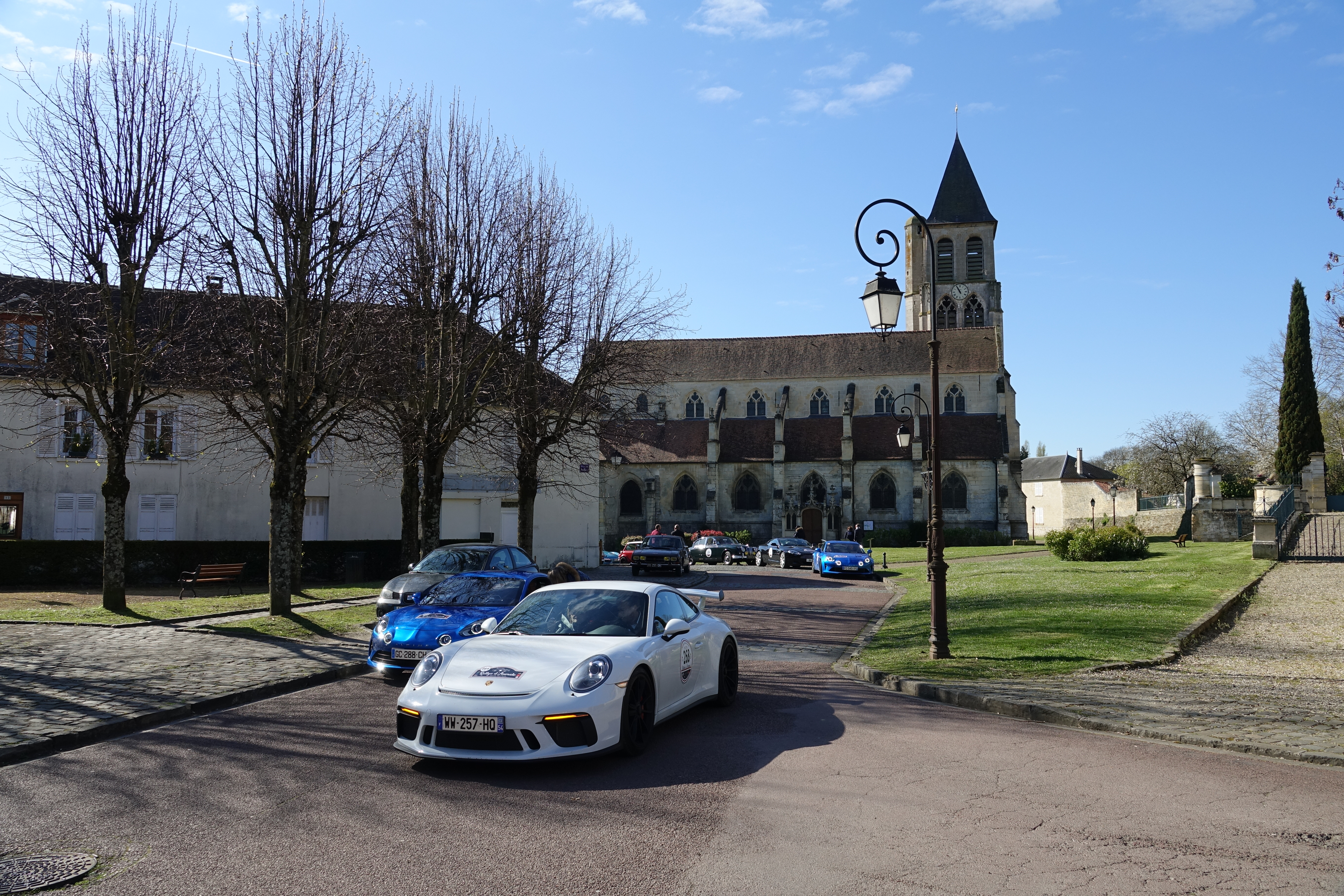
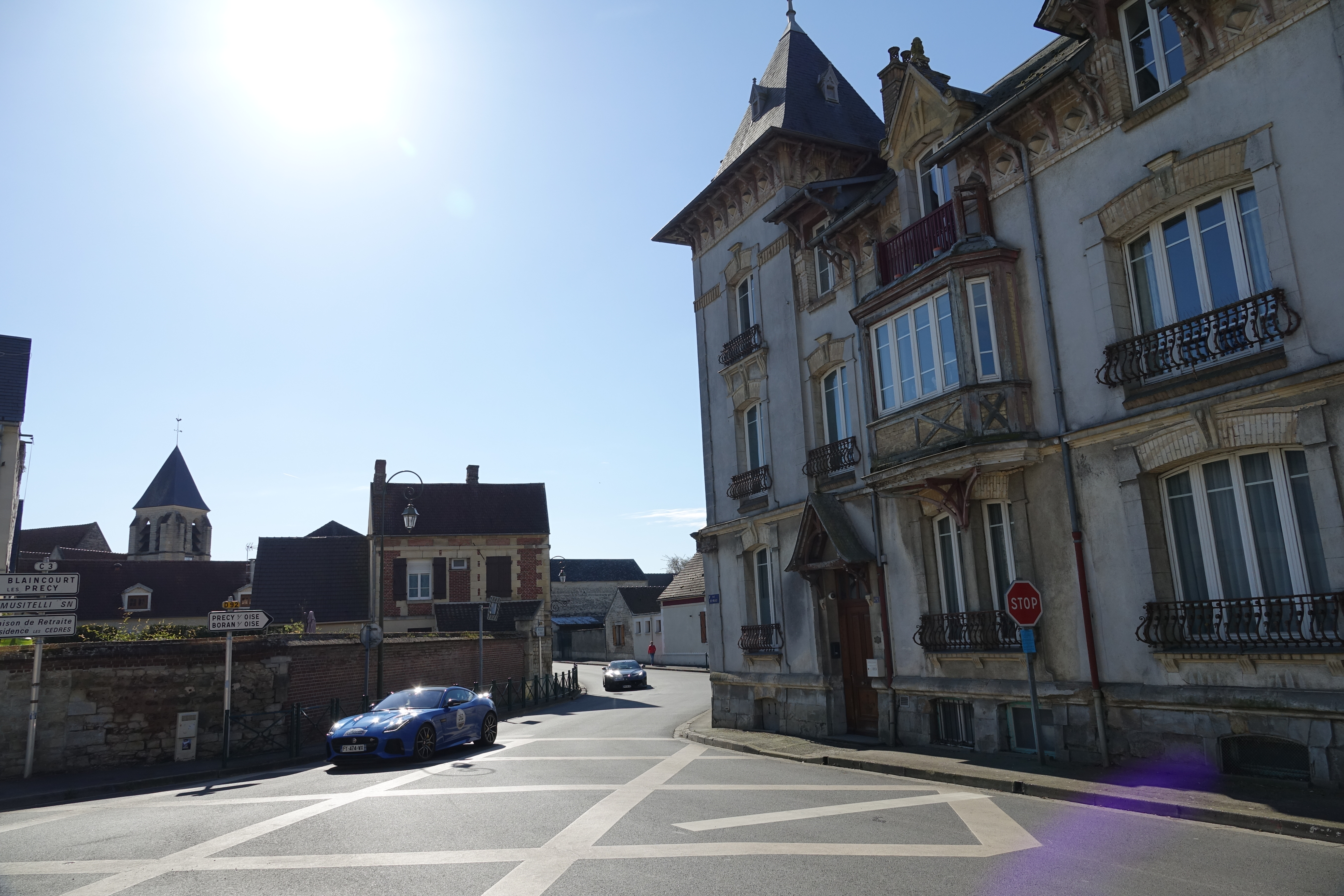

### 9eédition (2023)
Le neuvième édition se déroule le dimanche 2 avril 2023. Cette année, le rallye célèbre les 110 ans du constructeur britannique Aston Martin.

## Événements
Chantilly Arts & Elegance

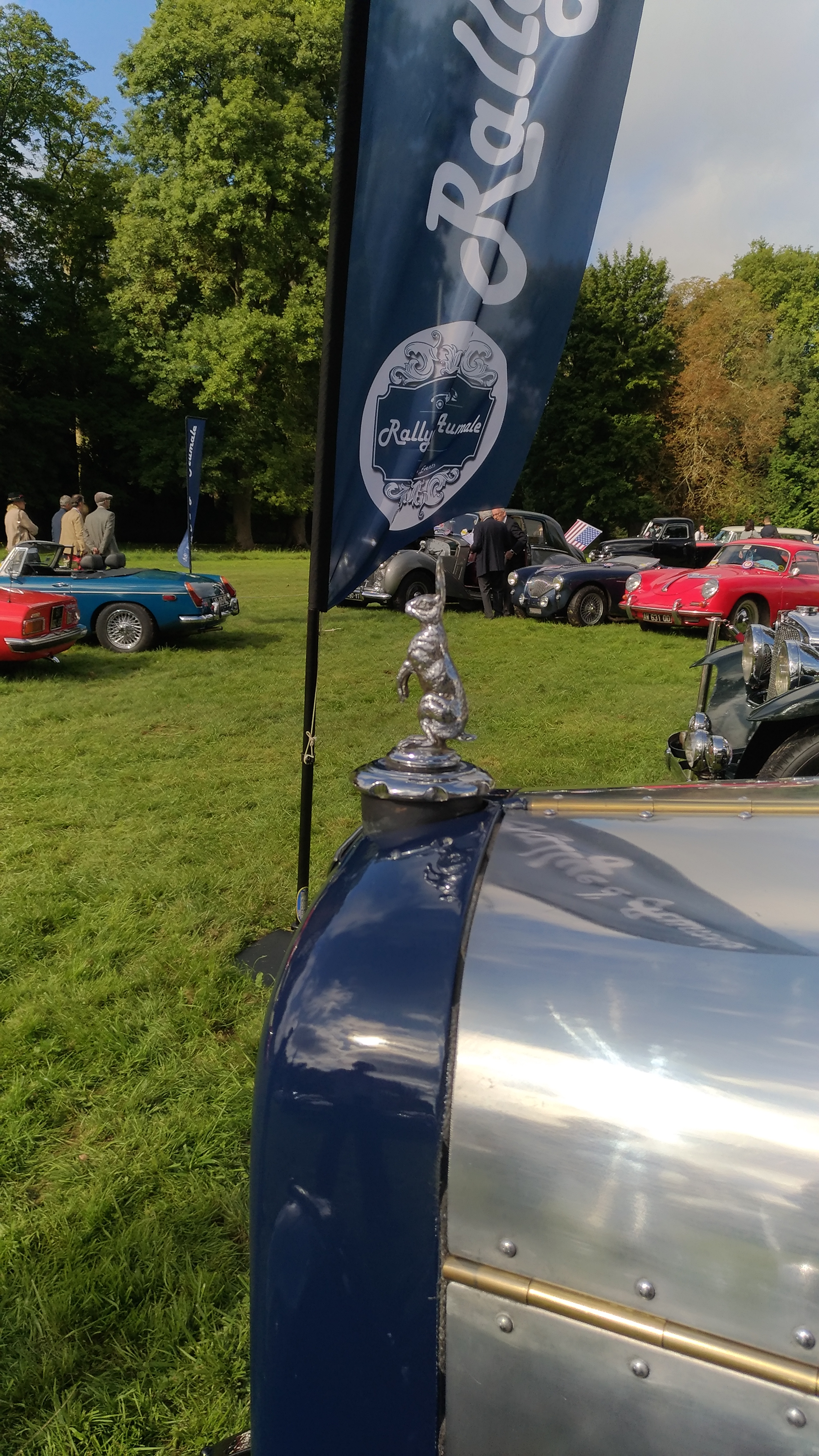
Rallye d'Aumale au Chantilly Arts & Elegance 2017

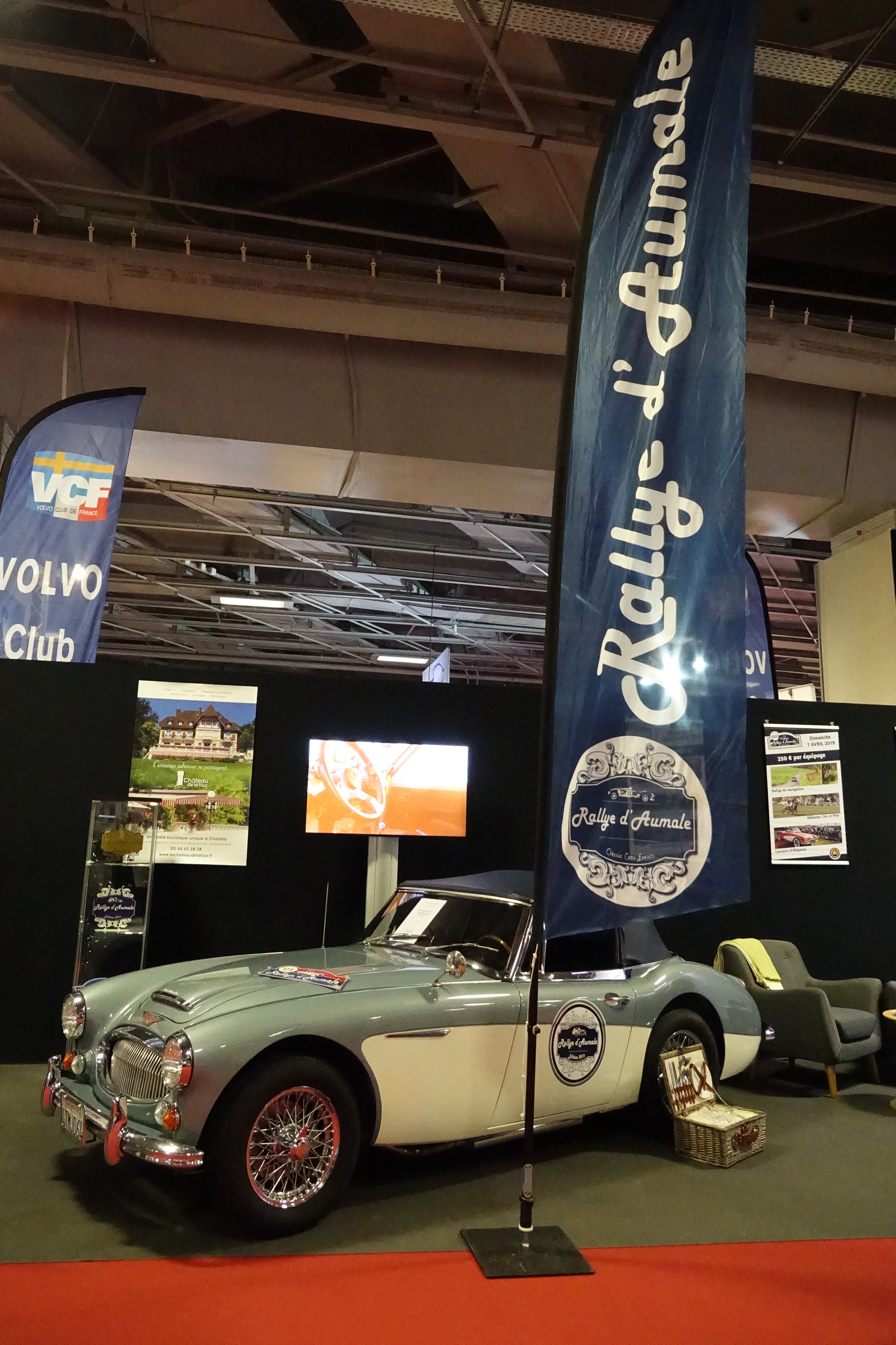
Automobile Club d'Aumale à Rétromobile 2019

Depuis son existence, le Rallye d'Aumale s'expose à chaque édition au  concours d'élégance de Chantilly organisé par Peter Auto sur les pelouses Le Nôtre, dans les jardins du Domaine de Chantilly.
Rétromobile
À l'occasion du salon Rétromobile 2019, l'Automobile Club d'Aumale présente son stand dans le pavillon 3 du Parc des expositions de la Porte de Versailles de Paris. Le club présente ses trois rallyes que sont : 
- le « Rallye d'Aumale »;
- le « Rallye des 3 Forêts »;
- le « Paris To Goodwood ».